# Split
Split (italsky Spalato) je město ve střední Dalmácii na chorvatském pobřeží Jaderského moře. S přibližně 161 tisíci obyvatel je to druhé největší město země a správní středisko Splitsko-dalmatské župy a také arcidiecéze splitsko-makarské Římskokatolické církve.
Split je významným turistickým cílem, jednak díky svým historickým památkám, jednak jako výchozí bod pro letní dovolené na okolních ostrovech. Historické jádro města (Grad) je zapsáno na seznam světového dědictví UNESCO. Ve Splitu (respektive v obci Kaštel Štafilić u Trogiru, asi 20 km od Splitu) se rovněž nachází mezinárodní letiště a poblíž samotného centra města se nachází významný mezinárodní přístav.

## Název
Název města Split pochází z italského Spalato. Poprvé se objevil ve 4. století. Do italštiny byl přejat z řečtiny, kde existoval jako ἀσπάλαθος – aspálathos. V latině se potom objevuje v podobě Spalatum, přebíráno bylo ale i v jiných podobách, např. Aspalatuo nebo Spalatrum. Dle jedné z teorií vzniklo toto slovo podle názvu místní rostliny čilimky trnité (aspalathos), která se na místě vyskytovala, dle jiné pochází od názvu Diokleciánova paláce (z latinského palatium). Podle jiné teorie vznikl název zkrácením latinského označení nedalekého starověkého města Salona (dnes Solin), které znělo Salonae Palatium). Na mapách Stabilního katastru z doby Rakousko-Uherska (v polovině 19. století) se objevoval v podobě Spal.
Z těchto tří uvedených teorií byla druhá zmíněná populární několik set let, nicméně samotné město Split ji považuje za teorii víceméně vyvrácenou.
V ijekavské podobě se objevuje od poloviny 19. století také regionální název Spljet, který vznikl s ohledem na jazykovou reformu Vuka Karadžiće v Srbsku. Nejednoznačnost ohledně názvu byla řešena v roce 1909 v rozhodnutí místního zastupitelstva, které schválilo název Split používaný do současnosti.

## Historie

### Starověk

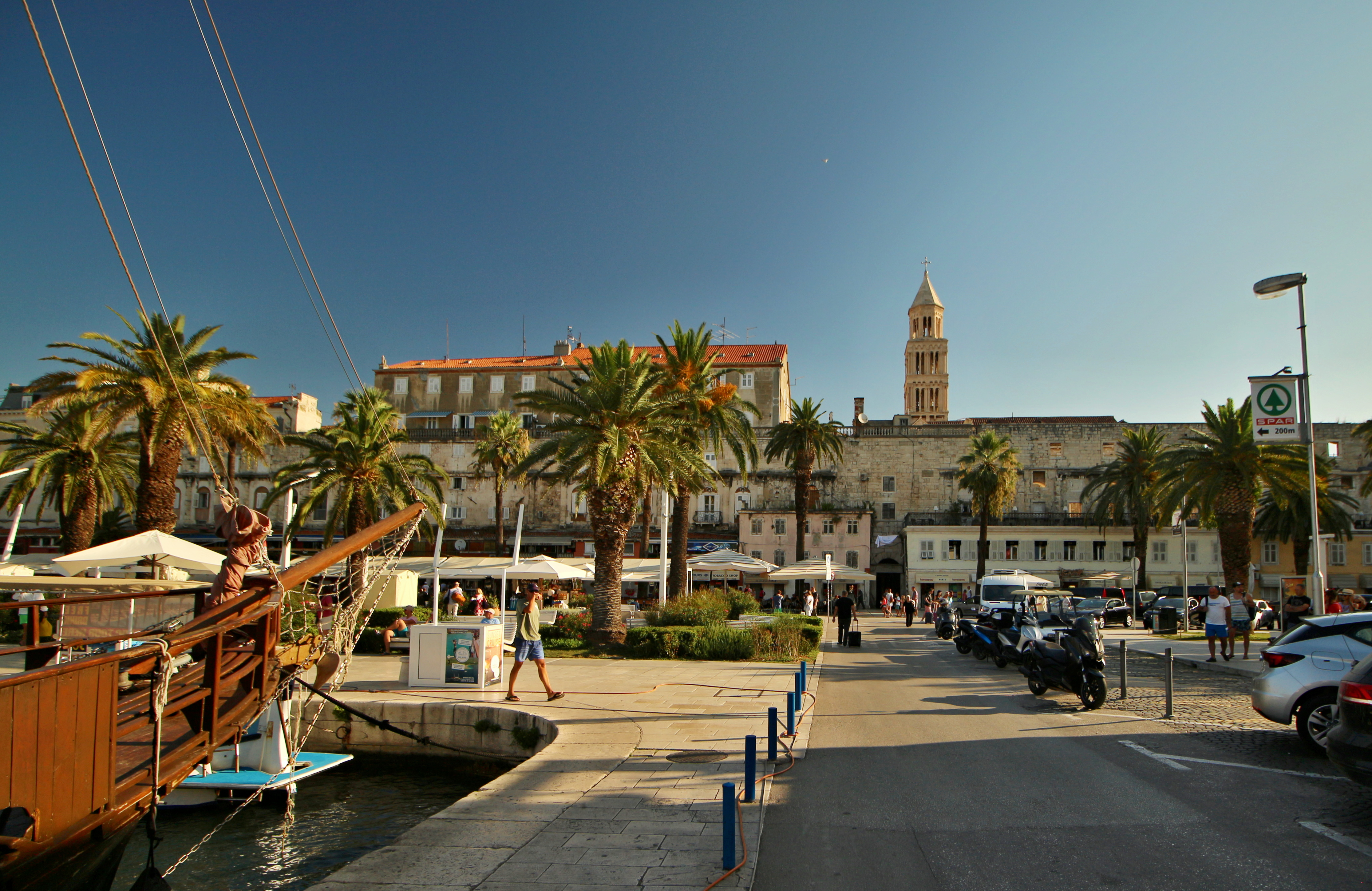
Splitský přístav a Diokleciánův palác. Dominantou je věž katedrály sv. Domnia.

Na místě současného města existovala již starořecká kolonie, která vznikla nejspíše ve 2. století před naším letopočtem. Rybářská osada byla relativně málo významná a větší města v její blízkosti byla Salona, Trogir a Stobreč.
Split byl založen na sklonku 3. století římským císařem Diokleciánem, který si zde postavil svůj palác, okolo něhož se začalo vytvářet město. Obytné křídlo paláce se již v této době používalo při různých příležitostech. Součástí stavby byl také důmyslný systém na přívod vody z nedaleké řeky Jadro. V roce 461 byl palác užíván generálem Marcellinem, který byl vojenským správcem Dalmácie. Svržený císař Glycerius žil v paláci od roku 474 do své smrti. V roce 480 zemřel jeho následník Julius Nepos, který byl v paláci otráven. Po smrti císaře původní palác začal chátrat a postupně se do něj nastěhovali v okolí žijící obyvatelé. V roce 493 dobyli palác Ostrogóti a zařadili jej do svého království.

### Středověk
Během období teritoriálního růstu Byzantské říše v 6. století byl Split součástí tohoto impéria. Slované přišli do oblasti dnešního města v 7. století. V roce 650 nalezli v místě dnešního Splitu útočiště obyvatelé nedalekého města Salona (dnes Solin), které bylo vypleněno při nájezdu Avarů. Město bylo při administrativní reformě Byzance zařazeno do thematu Dalmácie.
V 10. století byla zahájena výstavba benediktinského kláštera na poloostrově západně od centra města. Klášterní kostel byl zasvěcen svatému Štěpánovi. V průběhu staletí se název této lokality pod vlivem jazykových změn změnil na Sustjepan (obdobně jako např. Supetar apod.). Katedrála svatého Domnia byla vybudována v prostoru mauzolea bývalého Diokleciánova paláce a je nejstarší stále činnou katedrálou na světě. Její zvonice je společně s Diokleciánovým palácem ve znaku města.
Byzantská říše v oblasti postupně ztrácela vliv a o strategicky významné město usilovala Benátská republika. Jistý vliv zde mělo i středověké Uhersko. Od roku 1069 pak byl součástí Chorvatského království, které později připadlo k Uhrám. Uherská nadvláda zde byla oficiálně prohlášena v roce 1105 při slavnostním průvodu městem, kdy místní obyvatelé přísahali novému panovníkovi věrnost.
V roce 1240 došlo ke konfliktu mezi městem Splitem a nedalekým Trogirem. V témže roce byl také sepsán první statut města Splitu (základní dokument) latinsky Capitularium, který se nicméně do současné doby nedochoval. V roce 1312 byl sepsán druhý statut, známý též jako Zlatá kniha. Vznikl v latinském jazyce. Vliv dokumentu trval do jisté míry i po příchodu benátské nadvlády. Dokument zakazoval půjčovat peníze Slovanům (z Dalmácie nebo z Bosny), finanční transakce mezi sebou směli provozovat pouze obyvatelé hovořící neslovanskými jazyky.
V roce 1420 byl Split připojen k Benátské republice. Král Zikmund Lucemburský se města vzdal za 100 000 dukátů, které nutně potřeboval pro zaplacení válečných výdajů. Benátčané značně omezili míru autonomie města. Místní obyvatelstvo, které již v té době bylo ve značné míře slovanské a méně dalmatské, bylo obohaceno o Benátčany, kteří se začali postupně přistěhovávat z Apeninského poloostrova. Vzestup města v 15. a 16. století umožnil obchod s Osmanskou říší, zboží bylo vyváženo především do vnitrozemí a na území současné Bosny a Hercegoviny. Hranice s Tureckem začínala zhruba už 3 km za městem. V této době byl Split také centrem renesanční kultury a literatury. Působil zde například básník Marko Marulić, jehož báseň Judita byla vytištěna jak ve Splitu, tak i v Benátkách. Přestože vzdělaná elita oceňovala vznikající umělecká díla, většina obyvatel Splitu a jeho okolí zůstávala v této době negramotná. Antonio Proculianio, tehdejší kancléř města Splitu, v roce 1558 popsal čtyři místní velkolepé chrámy i jejich antický původ.
Samotné město se začalo šířit postupně z prostoru původního paláce směrem na západ, kde se dnes nachází lokalita Varoš, přiléhající k historickému centru města. Dosidlovali se sem sedláci, kteří žili v okolní Dalmácii a Bosně. Vznikala také sídla dále od centra města. Statut středověkého Splitu pamatoval i na ně a tito (většinou členové vážených rodin) měli své jasně definované postavení v dokumentu.

### Moderní doba

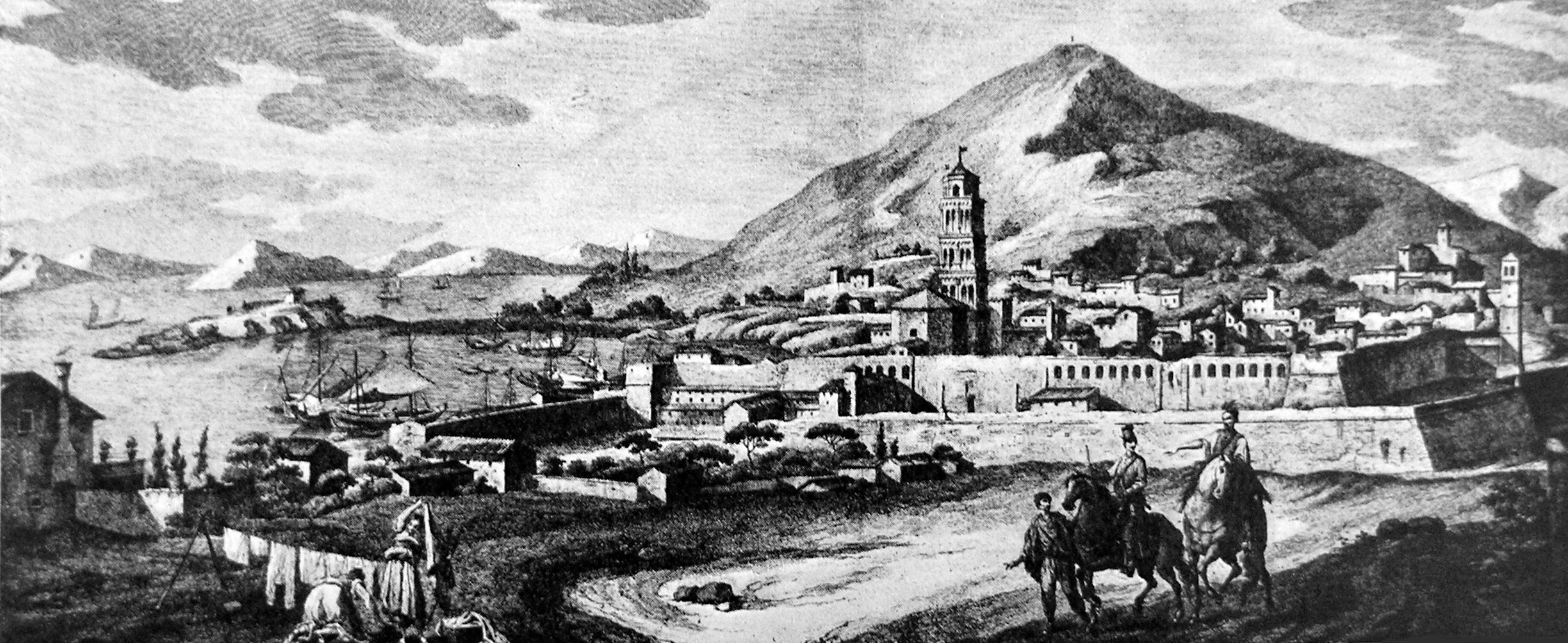
Split v roce 1764

Střed města na přelomu 19. a 20. století.

Na konci 16. století vypukla ve Splitu epidemie moru, která si vyžádala několik tisíc obětí. V roce 1607 vypukla další epidemie, po níž zůstalo ve městě jen 1 400 jeho obyvatel. Jen v letech 1360 až 1815 zasáhl mor Split celkem třicetkrát. Mor přicházel většinou po moři, jsou ale zaznamenány i případy, že dorazil po obchodních karavanách z území dnešní Bosny. Od roku 1592 stál ve městě první lazaret.
Dalšími pohromami pro město byly války (v polovině 17. století, převážně s Osmanskou říší). V roce 1657 pronikl až k samotným hradbám města bosensko-turecký vojevůdce Hersekli Ahmed Paša.
V 60. letech 17. století, po dobytí města Benátčany, byly následně přestavovány hradby a doplněny baštami apod. V letech 1660-1668 byl například vystavěn prstenec bastionového opevnění podle návrhu generála Innocentia Contiho. Opevnění je dobře patrné na historických mapách a pozůstatky bastionů jsou dobře patrné i na mapách tzv. stabilního katastru z poloviny 19. století.
Místní obyvatelstvo bylo v roce 1688 (mimo nejvyšší vrstvu) víceméně slovansky mluvící, jak dokládá dopis Julia Centofioriniho do Vatikánu.
V roce 1797, kdy Benátská republika zanikla, získala Split (spolu s celou Dalmácií) Habsburská monarchie. Tak tomu bylo až do Napoleonských válek, kdy se města na krátkou dobu zmocnila Francie a ustanovila zde tzv. Ilyrské provincie. Francouzi modernizovali uliční síť a nechali strhnout některé části středověkého opevnění. Po návratu rakouské nadvlády v roce 1813 byl Split nicméně postižen ekonomickou stagnací. Revoluce Jaro národů v roce 1848, které zasáhlo celou monarchii, nemělo v tomto jaderském přístavu větší odezvy. Rakouská správa určila jako hlavní město Dalmácie v Zadaru, čímž Split i nadále ztratil svůj význam. Po celou druhou polovinu 19. století se Rakousko-Uhersko obávalo nárůstu italského nacionalismu v regionu. V roce 1838 žilo ve Splitu 8 721 obyvatel. Ve třicátých letech získalo město také katastrální mapu (rakousko-uherský stabilní katastr). Z ní je patrné, že kromě historického města se v jeho blízkosti (za strženými hradbami) nacházelo několik dalších menších předměstí, a to (italsky Borgo Grande/Borgo di Franceso (dnes Varoš), Borgo Pozzobon, Borgo Manus, Borgo Luzaz a Borgo di St. Pietro). Město již mělo také svoji nemocnici, a to jak vojenskou, tak i civilní. Vše se nacházelo v areálu dnešního Diokleciánova paláce, včetně vojenských kasáren.
V roce 1857 bylo provedeno historicky první sčítání lidu ve Splitu, které napočítalo 10 358 obyvatel.
Modernizaci Splitu v 60. letech 19. století odstartoval místní starosta Antonio Bajamonti. Bylo zrealizováno plynové osvětlení, vodovod, postavena první nemocnice a zřízeny moderní školy. Jako symbol výstavby nového vodovodu byla na náměstí odhalena monumentální kašna (zničena v roce 1947). Původní bastiony byly přebudovány na parky nebo sloužily jako parcely pro nové veřejné stavby. V centru města bylo upraveno náměstí a rozhodnutí padlo i o výstavbě promenády Riva, která je dnes symbolem města. Původní přístav, který přiléhal k nejstarší části města, se přesunul mírně na východ, k novému nádraží. Bajamonti si tím získal značnou popularitu místních obyvatel všech národností. Období Bajamontiho vlády nad městem skončilo v roce 1880, kdy bylo rozhodnuto z vyšší úrovně o rozpuštění splitské městské rady. Od té doby stoupal politický vliv prochorvatských stran.
Průmyslový rozvoj Splitu byl velmi slabý, vzhledem k vzdálenosti města od vnitrozemí jak Chorvatska, tak i Rakouska nebo Uher. Železniční trať získal Split až v roce 1888, jednalo se odbočku dráhy z města Kninu, ta však nebyla na zbytek železniční sítě Rakousko-Uherska přes regiony Lika a Kordun napojena.
Přelom 19. a 20. století ve Splitu nicméně probíhal, stejně jako v dalších městech rakousko-uherského mocnářství, v duchu secese. Ve městě vznikla řada výstavních budov tohoto stylu, jako např. Nakićův dům v samotném středu města, budova Sirných lázní nebo Chorvatského domu z roku 1903.

### 1. polovina 20. století

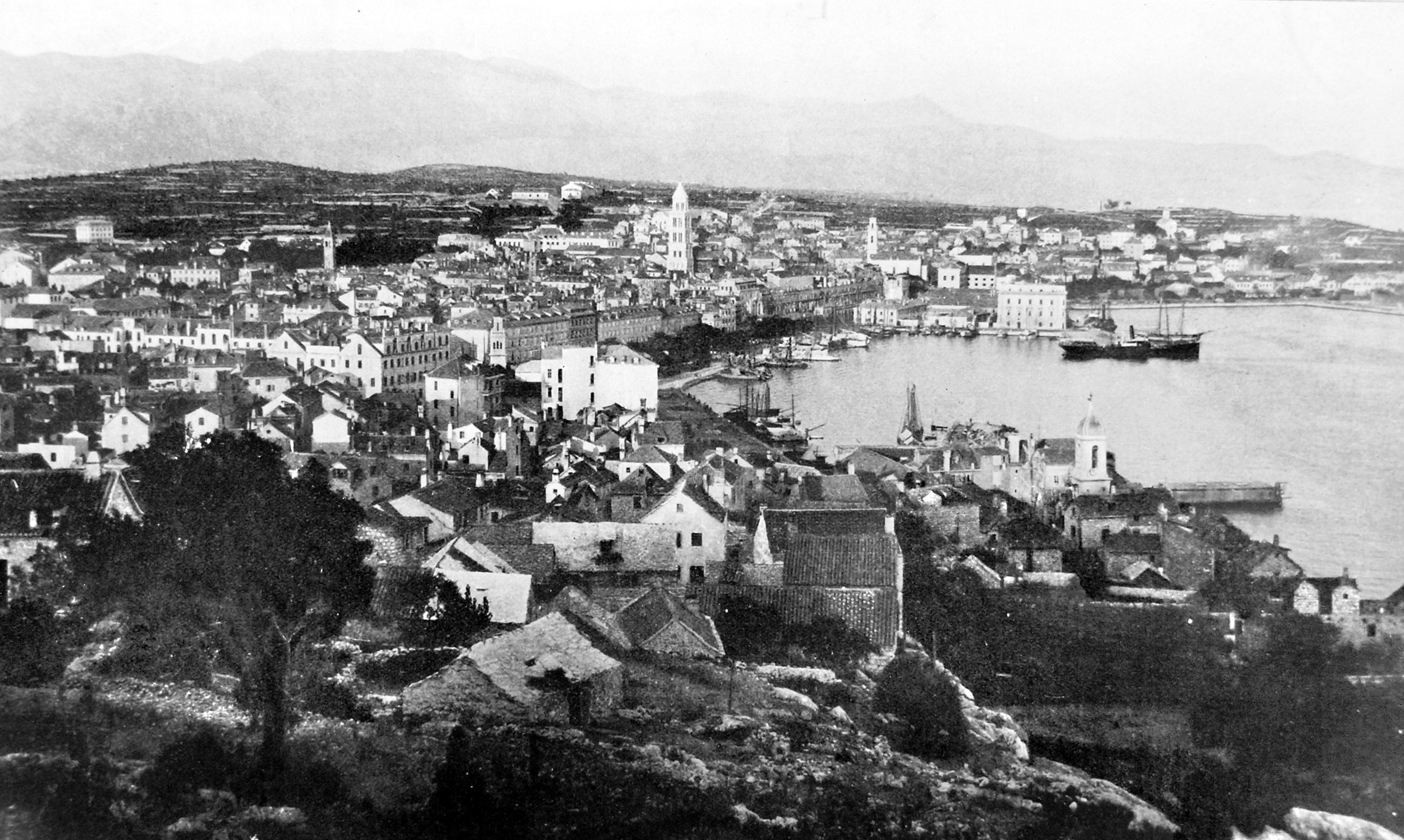
Split v roce 1910

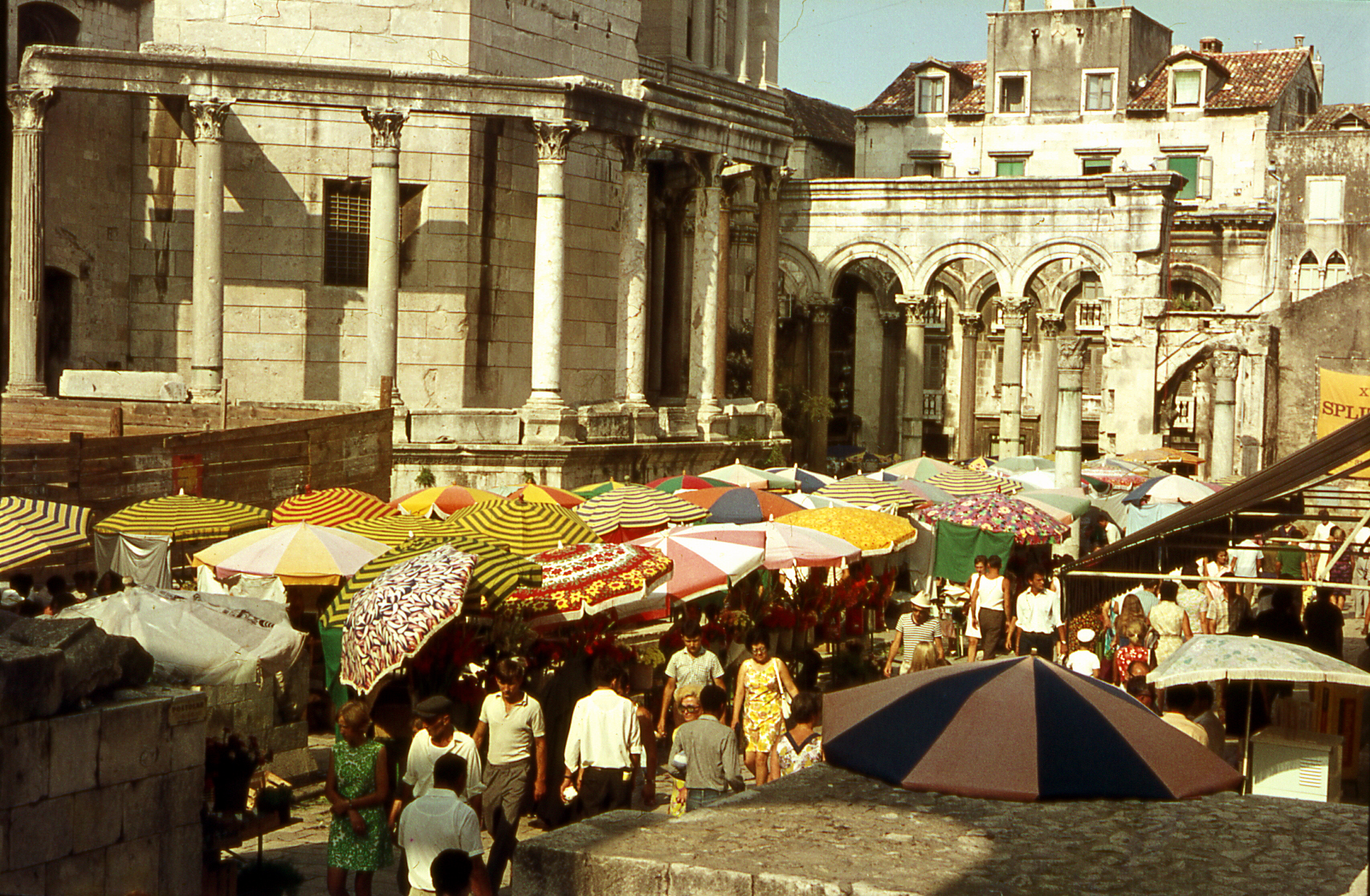
Historické centrum města v roce 1970

Za první světové války usilovala Itálie o připojení města, nicméně to se nezdařilo. Obyvatelstvo již během války mělo sympatie k nedalekému Srbsku a jihoslovanské myšlence obzvlášť, což nutilo represivní aparát Rakousko-Uherska tvrdě zasahovat. Úřady se obávaly především politických aktivit obyvatel srbské národnosti a připravovaly jejich seznamy. Rozpuštěno bylo místní zastupitelstvo. V roce 1917 byl Split vyhlášen uzavřeným městem (v němž nesměl nikdo pobývat bez příslušných dokladů déle než tři dny).
Po skončení konfliktu se Split stal na 33 dní součástí státu Slovinců, Chorvatů a Srbů, kdy sice byly úřady obnoveny, ale neměly dostatečnou sílu zavést ve městě pořádek. Krátce nato byl otevřen diplomatický spor mezi Itálií a Královstvím SHS o kontrolu nad městem. Splitští Italové sepsali petici, ve které osm tisíc lidí požadovalo připojení města k Itálii. Přestože se Itálii podařilo získat celou Istrii a značnou část jaderského pobřeží, Split již nezískala. Zastupitelstvo města Splitu v roce 1920 schválilo deklaraci, ve které odsuzovalo snahu Itálie město připojit ke svému území.
Pro nově vzniklý jugoslávský stát se stal Split hlavním přístavem (neboť přístavy Rijeka, Pula a Zadar byly součástí Itálie). Proto země investovala nemalé prostředky pro výstavbu železničního spojení do města, které bylo dokončeno v roce 1925. Jugoslávie však pouze dokončila projekt, který byl zahájen ještě v době existence Rakousko-Uherska. Po první světové válce byly také opraveny hlavní ulice ve Splitu a ve 20. letech poprvé vyasfaltovány. Roku 1920 sem byla zavedena rovněž i elektřina. V roce 1928 byla zahájena modernizace místního přístavu, nicméně stát neměl dostatečné prostředky k tomu, aby ze splitského přístavu učinil dominantní jugoslávskou bránu k námořním obchodním trasám. Význam dalších přístavů (např. Sušak) zůstával nemalý. V meziválečném období se přes Split vyváželo např. dřevo nebo bauxit. V této době zhruba čtvrtina obyvatel pracovala v průmyslu, zhruba čtvrtina v zemědělství a rybářství cca 15 % ve veřejných službách a zbytek v dalších oblastech.
Příchod řady Chorvatů ze Zadaru, který byl připojen k Itálii, způsobil nedostatek bytů. Proto tehdejší starosta Ivo Tartaglija prosazoval velkolepý plán rozšiřování města, který však nebyl zcela realizován. Město v roce 1925 přijalo nový regulační plán, který mimo jiné předpokládal i přestavbu středu Splitu. Historické jádro měl obklopit pás zeleně. O rok později pražská firma Mentor představila svůj plán přestavby a modernizace města. I když procházel jugoslávský stát v 30. letech hospodářskou krizí (stejně jako celá tehdejší Evropa), byly ve Splitu postaveny některé nové budovy, jako např. Hotel Ambasador, budova veslařského klubu, několik budov škol apod. V této době mělo město 9 hotelů a turistika se teprve postupně rozvíjela. Město bylo po roce 1929 metropolí tzv. přímořské bánoviny v rámci Jugoslávie. Jen za meziválečné období se počet obyvatel města zvýšil o 41 %.
O deset let později se na základě dohody Cvetković–Maček stal Split součástí Chorvatské bánoviny v rámci Jugoslávie. Ještě v roce 1940 byl schválen nový regulační plán rozvoje Splitu, který počítal s růstem města dalšími směry, např. do oblasti Meje, Poljud a Lokve. Válka nicméně vypukla velmi brzy poté, takže z něj nebylo v podstatě vůbec nic zrealizováno.
Za druhé světové války byl obsazen italským fašistickým vojskem a anektován Itálií. Tomu předcházelo krátké bombardování během tzv. Dubnové války. Italská správa zahájila politiku tvrdé italianizace, která zvýšila podporu partyzánského hnutí mezi místním obyvatelstvem. Sympatie měli i srbští četnici, neboť italské úřady neprotestovaly proti četnickému hnutí slibujícími útoky na území Nezávislého státu Chorvatsko. Již v květnu 1941 došlo k prvním sabotážím. Po kapitulaci Itálie zde na krátkou dobu byla přítomna německá armáda, město bylo velmi rychle anektováno fašistickým Chorvatskem. Zhruba dvacetkrát jej bombardovalo spojenecké letectvo, při vzdušných úderech zahynulo okolo 400 lidí. Split byl osvobozen partyzány dne 26. října 1944. V dubnu 1945 byla ve Splitu sestavena první vláda chorvatské republiky v rámci Jugoslávie.

### 2. polovina 20. století
V rámci prvního pětiletého plánu byly ve Splitu zbudovány nové průmyslové podniky. Jen v prvních pěti poválečných letech to bylo pět továren (Lavčević, Melioracija, Konstruktor, Pomgrad a Tehnogradnja). Město získalo nové loděnice. Byl také otevřen nový závod společnosti Jugovinil v nedaleké obci Kaštel Sućurac. To vše ze Splitu učinilo centrum pro migraci z okolních obcí a vesnic. Proto v té době postihla Split, stejně jako v podstatě všechna větší města nově vzniklé socialistické Jugoslávie, rozsáhlá bytová krize. Ta vedla mimo jiné k nekontrolovanému bujení nelegální výstavby; předpokládá se že v 60. letech vznikalo ve Splitu násobně více černých staveb, než v hlavním městě Jugoslávie Bělehradu, kde byl tlak na nové kapacity větší. Stav nedostatku bytů dosáhl svého vrcholu okolo roku 1957, kdy bylo rozhodnuto o zrychlení bytové výstavby. Začala vznikat celá sídliště (do té doby se nová výstavba soustředila především pouze na dostavování bloků, které byly poškozeny za války). Výškové budovy, které vznikaly pomocí technologií průmyslové výstavby, zcela změnily panorama a charakter města. Nová zástavba rostla především na východním okraji Splitu. Vznikla tak rozsáhlá sídliště, jako např. Plokite, Smrdečac, Trstenik a další.
Obnovováno bylo také i historické jádro města, přesněji Diokleciánův palác, kde bylo nezbytné odstranit všechny válečné škody. Před palácem byl také zbudován nový násyp na mořském břehu. Obecný plán rozvoje města z roku 1951 byl v roce 1963 doplněn o konkrétnější podobu, která připravila a vymezila plochy pro výstavbu již zmíněných sídlišť na východním konci města.
Ve Splitu měl i svoji vilu Josip Broz Tito.
Město se rozvinulo do podoby jednoho z největších chorvatských měst a významného nákladního přístavu. Růst nových sídlišť v okolí města, jako např. Split 3, pokračoval i v 70. a 80. letech. Nové celky se snažily řešit nedostatky předchozích a alespoň mírně zvyšovat kvalitu bydlení. Jugoslávie investovala nemalé prostředky do rozvoje Splitu, díky čemuž město vykazovalo úroveň ekonomické aktivity o cca 40 % vyšší, než byl celojugoslávský průměr. V roce 1979 se zde konaly Středomořské hry, v rámci nichž byl zbudován velkolepý Stadion Poljud a sportovní hala Gripe.

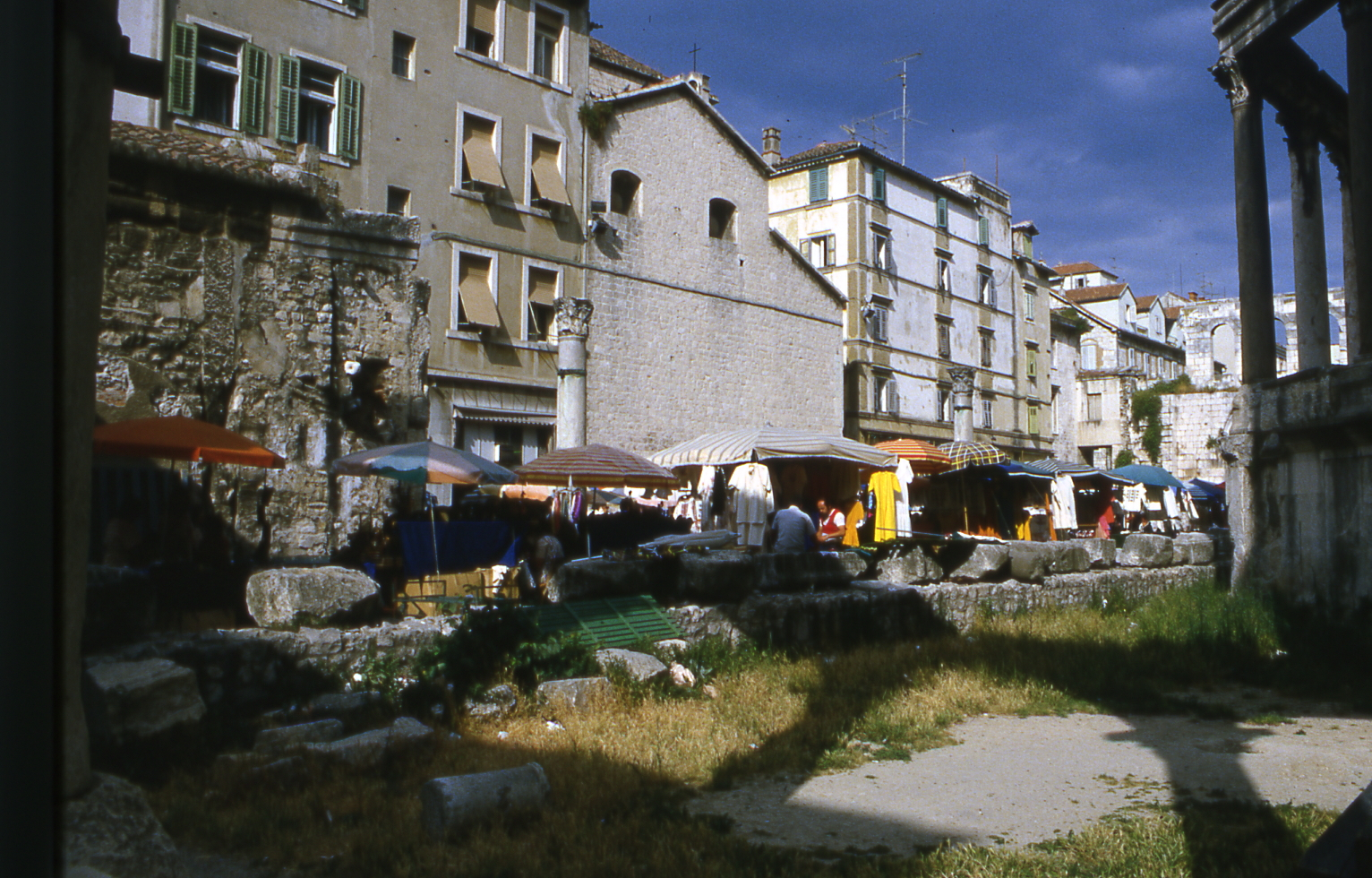
Střed města v 80. letech 20. století.

V roce 1980 byl právě ve Splitu přerušen fotbalový zápas mezi Hajdukem Split a FK Crvena zvezda Bělehrad v okamžiku úmrtí Josipa Broze Tita. Mnozí diváci plakali. V 80. letech tempo přistěhovalectví do města pokleslo. Vzhledem k ekonomické krizi celé země muselo město Split snižovat investiční výdaje ve svém rozpočtu, což znamenalo výstavbu menšího počtu bytů a snížení tempa investic do infrastruktury. Značná část nově příchozích obyvatel Splitu navíc nemohla najít zaměstnání, neboť i v relativně bohatém Splitu rostla nezaměstnanost. Dalším problémem Splitu 2. poloviny 80. let byly nedostatečné ubytovací kapacity pro stále rostoucí turistický sektor.
Během rozpadu Jugoslávie docházelo ve Splitu k řadě incidentů, které předcházely eskalaci a vypuknutí chorvatské války za nezávislost. Ve městě se nacházela poměrně početná vojenská posádka Jugoslávské lidové armády a rovněž i hlavní základna jugoslávského námořnictva. Během konfliktu byl jak místní přístav, tak i kasárna v obležení chorvatskými silami. Teprve až na počátku roku 1992 se jednotky Jugoslávské lidové armády ze Splitu stáhly. Námořnictvo v několika málo případech ostřelovalo město a některé strategické objekty v okolí. V souvislosti s válkou odešel ze Splitu také nemalý počet penzionovaných důstojníků tehdejší Jugoslávské lidové armády, kteří zde žili.
Tři roky války se velmi závažně podepsaly na ekonomické situaci města. Přerušení turistického ruchu, rozpad státu a znemožnění přístupu na původní trhy celé Jugoslávie přivedly Split až na pokraj ekonomického kolapsu.[zdroj?] Došlo k částečné deindustrializaci (počet osob zaměstnaných v průmyslu se snížil z 11 na 7 tisíc) Město nicméně sloužilo po nějakou dobu jako hlavní základna jednotek UNPROFOR pro Bosnu a Hercegovinu, kde válka zuřila rovněž.
Po skončení chorvatské války za nezávislost byly investovány nemalé prostředky pro rozvoj města a převážně zlepšení jeho dopravní dostupnosti.

### 21. století
V prvních letech 21. století byla dokončena dálnice A1, která směřuje na sever do měst Karlovac a Záhřeb. V lokalitě Dugopolje vznikla velká průmyslová zóna. Město v roce 2005 připravilo nový územní plán a před vypuknutím hospodářské krize v roce 2007 místní hospodářství vykazovalo šestiprocentní růst. Turistický sektor zaznamenal po hospodářské krizi nápadný růst; zatímco do roku 2009 navštěvovalo město okolo 180 tisíc zahraničních hostů ročně, v roce 2015 to bylo již 458 tisíc a uskutečněno bylo 1,3 milionů přenocování. Intenzivní turismus nicméně dále zesílil trend vystěhovávání lidí z centra města.
V roce 2023 byl ve Splitu dokončen mrakodrap s názvem Dalmacija Tower s výškou 135 m.

## Městské symboly

### Znak
Splitský znak je tvořen obdélníkovým štítem, jehož základem je stylizované zobrazení severního průčelí Diokleciánova paláce a zvonice splitské katedrály v původní výši. V (heraldicky) levém horním rohu městského znaku je historický chorvatský státní znak v podobě štítu a v pravém horním rohu je štít stejné velikosti a tvaru, ve němž je v modrém poli vyobrazen patron města – světec a biskup sv. Domnius. Znak je orámován gotickými čtverci.

## Klimatické poměry
Systematické sledování počasí ve Splitu probíhá od roku 1859, kdy zde byla zřízena meteorologická stanice.
Vzhledem ke své poloze a hradbě hor směrem do vnitrozemí je město odstíněno od klimatických vlivů vnitrozemí Balkánského poloostrova. Klimatické poměry jsou ovlivněny větry typické pro jaderské pobřeží. Město má 2 600 slunečných hodin ročně, resp. se míra pohybuje v rozmezí 2360–2810.
Průměrná roční teplota činí 15,7 °C. Nejvyšší hodnoty dosahuje v červenci (25,7 °C) a nejnižší v lednu (8 °C). Roční úhrn srážek činí 820 mm.

## Obyvatelstvo

### Historický vývoj
Historický vývoj počtu obyvatel Splitu se odvíjel následujícím způsobem:
| 1857   | 1869   | 1880   | 1890   | 1900   | 1910   | 1921   | 1931   | 1948   | 1953   | 1961   | 1971    | 1981    | 1991    | 2001    | 2011    |
| 10 358 | 14 587 | 16 883 | 18 438 | 21 925 | 25 103 | 29 155 | 40 029 | 54 187 | 64 874 | 85 374 | 129 203 | 176 303 | 200 459 | 188 694 | 178 102 |

### Struktura obyvatelstva
V roce 2022 žilo ve městě cca 160 000 obyvatel Se širší aglomerací je celkový počet obyvatel 293 298. V roce 2018 činil odhad DZS HR počtu obyvatel 170 419 obyvatel. Dle sčítání lidu z roku 2011 žilo ve Splitu 178 102 lidí. Za prvních dvacet let 21. století se počet obyvatel Splitu snížil o zhruba patnáct procent.
Obyvatelstvo Splitu stárne. Zatímco po druhé světové válce byl podíl osob ve věku do 20 let 34,2 %, v roce 2001 to bylo 23,3 % a poté je ještě nižší. Skupina obyvatel ve věku nad 60 let se zvýšila z 8,7% podílu na 19,7 % v roce 2001.

### Národnostní a náboženské poměry
Z národnostního hlediska bylo 96,23 % obyvatel Splitu chorvatské národnosti. 3,77 % zbývajících obyvatel jsou příslušníci národnostních menšin, většinou národností dalších republik bývalé Jugoslávie. Zhruba 2 500 obyvatel města se hlásí k srbské národnosti. 86,15 % obyvatel města se z náboženského hlediska hlásí k Římskokatolické církvi, ostatní národnosti se hlásí většinou k dalším, menšinovým církvím nebo náboženským organizacím.

## Doprava

### Lodní
Split je spolu s Rijekou a Zadarem hlavním chorvatským přístavem, ze kterého pravidelně vyplouvají lodě na ostrovy Vis, Korčula, Šolta, Brač, Hvar a také Lastovo, dále pak do italské Ancony. V roce 2017 byl přístav jedenáctý nejrušnější na pobřeží Středozemního moře a první v Chorvatsku.

### Silniční
Split se nachází na křížení dvou přirozených dálkových dopravních směrů: po chorvatském pobřeží Jaderského moře a údolím řeky Bosny přes Sarajevo a Mostar k pobřeží. Díky tomu tvoří přirozenou dopravní křižovatku.

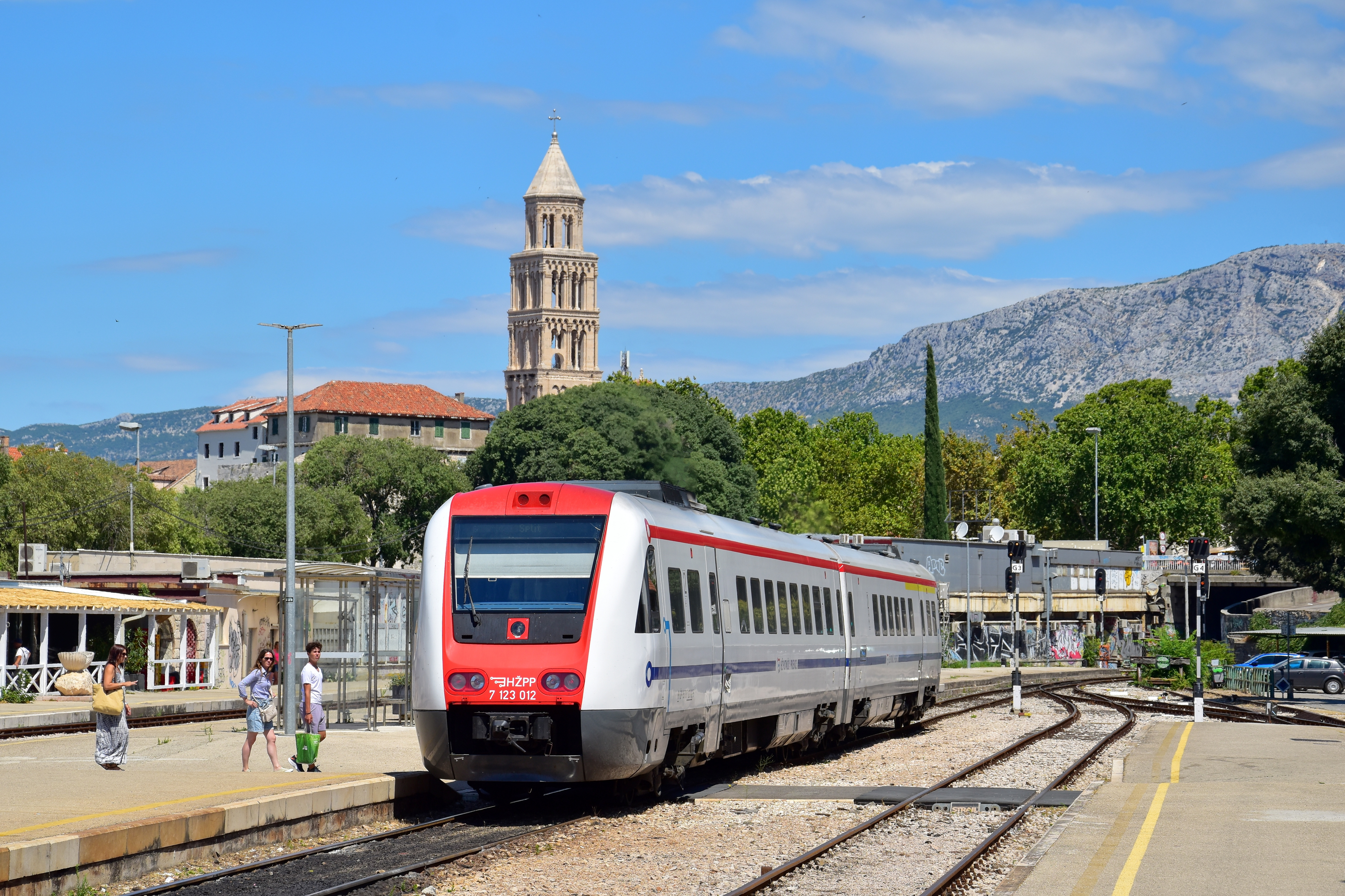
V železniční stanici Split byla zachycena jednotka 7-123.012, dopravce HŽPP.

Od roku 2004 vede ze Splitu do Záhřebu dálnice A1 (napojena silnicí D1 z výjezdu Dugopolje), díky níž je dalmatské pobřeží, hlavně jeho jižní část, dostupnější. V roce 2022 ji měl doplnit další výjezd. Dálnice pokračuje dále na jihovýchod do Bosny a Hercegoviny a výhledově má vést i do chorvatského Dubrovníka.
Dříve byla veškerá turistická doprava směřována po silnici D8 (Jadranské magistrále). I ta ve své části západně od Splitu byla převedena do podoby rychlostní komunikace, neboť i slouží i regionální dopravě, především pro napojení nedalekých sídel Kaštela a Trogir na Split jako přirozené centrum regionu. Samotným městem potom prochází v jeho východní části jako rychlostní silnice s oddělenými mimoúrovňovými kříženími.

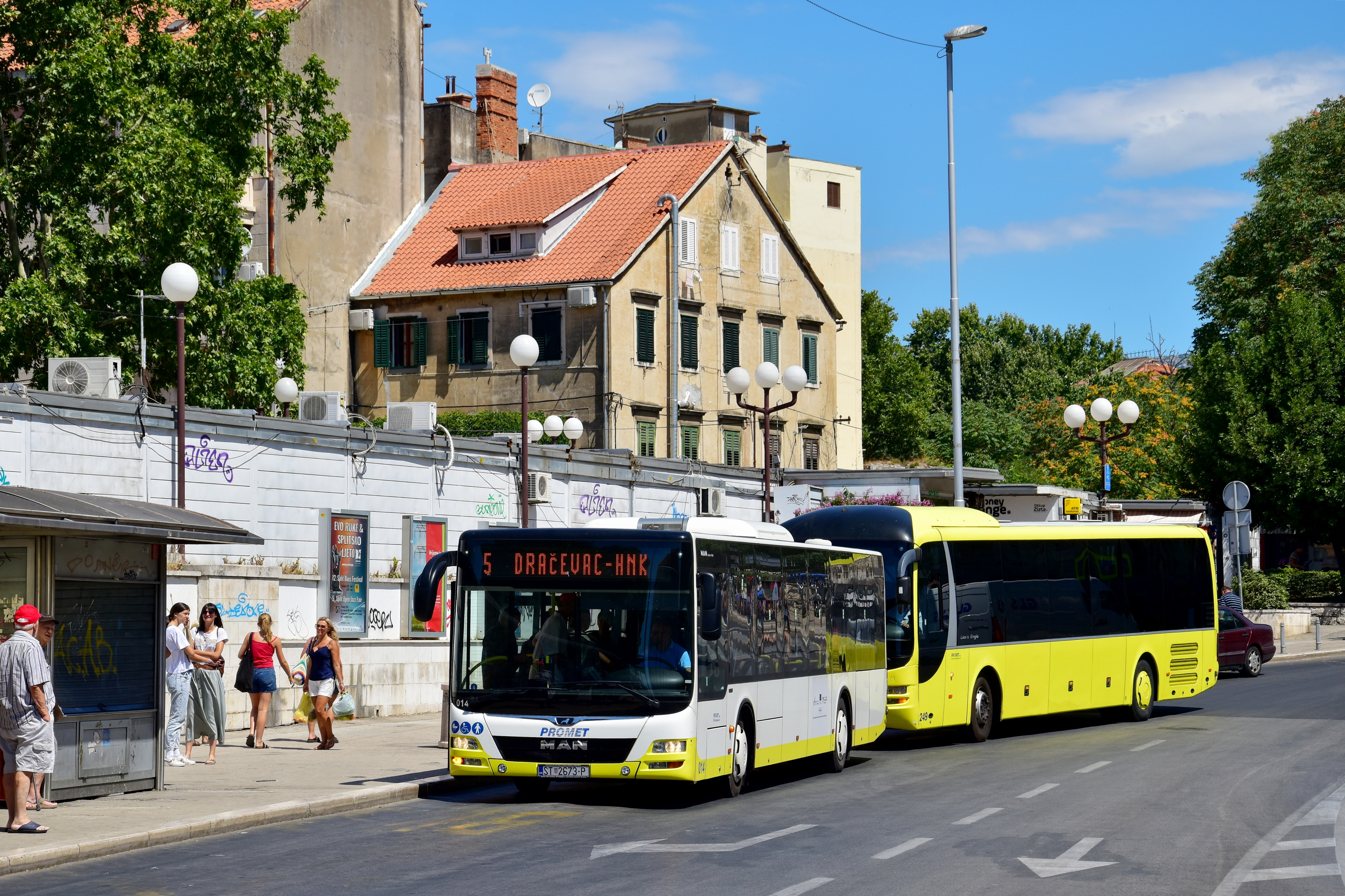
Spoj linky MHD č. 5, dopravce Promet Split, obsloužil zastávku Tržnica.

### Železniční
Ve Splitu se také nachází konečná stanice železniční trati z Kninu a Perkoviće, kam zajíždí několikrát denně přímý vlak ze Záhřebu a také vlaky, které obsluhují příměstskou oblast Splitu – Solin a Kaštelu (Splitská městská železnice). Železniční trať napojuje také místní přístav, pod centrem města je vedena tunelem. Místní hlavové nádraží zcela neodpovídá významu druhého největšího města Chorvatska.
V roce 2021 poprvé vyjela z Prahy hlavního nádraží do Splitu přímá vlaková linka od RegioJetu.

### Městská
Ve městě se také nachází autobusové nádraží. Mezi lety 1964–1968 městskou hromadnou dopravu zajišťovaly také trolejbusy. Po městě ale od té doby jezdí pouze autobusy. Dopravcem je městská společnost Promet Split (Doprava Split). Splitská městská železnice bývá občas místními přezdívána jako Splitské metro.

### Letecká
Letecky Split obsluhuje letiště Kaštela, které se ale nenachází na jeho území, ale mezi městy Kaštela a Trogir. V roce 2016 se jednalo o druhé nejrušnější chorvatské letiště.

## Administrativní dělení
Se sousedními obcemi zahrnuje metropolitní oblast Splitu až 400 000 obyvatel. Podle statutu města Splitu se dělí na následující celky:
- Donje Sitno (313 obyvatel)
- Gornje Sitno (392 obyvatel)
- Kamen (1 769 obyvatel)
- Slatine (1 106 obyvatel)
- Split (167 121 obyvatel v 28 městských částech)
- Srinjine (1 201 obyvatel)
- Stobreč (2 978 obyvatel)
- Žrnovnica (3 222 obyvatel)

## Turistika

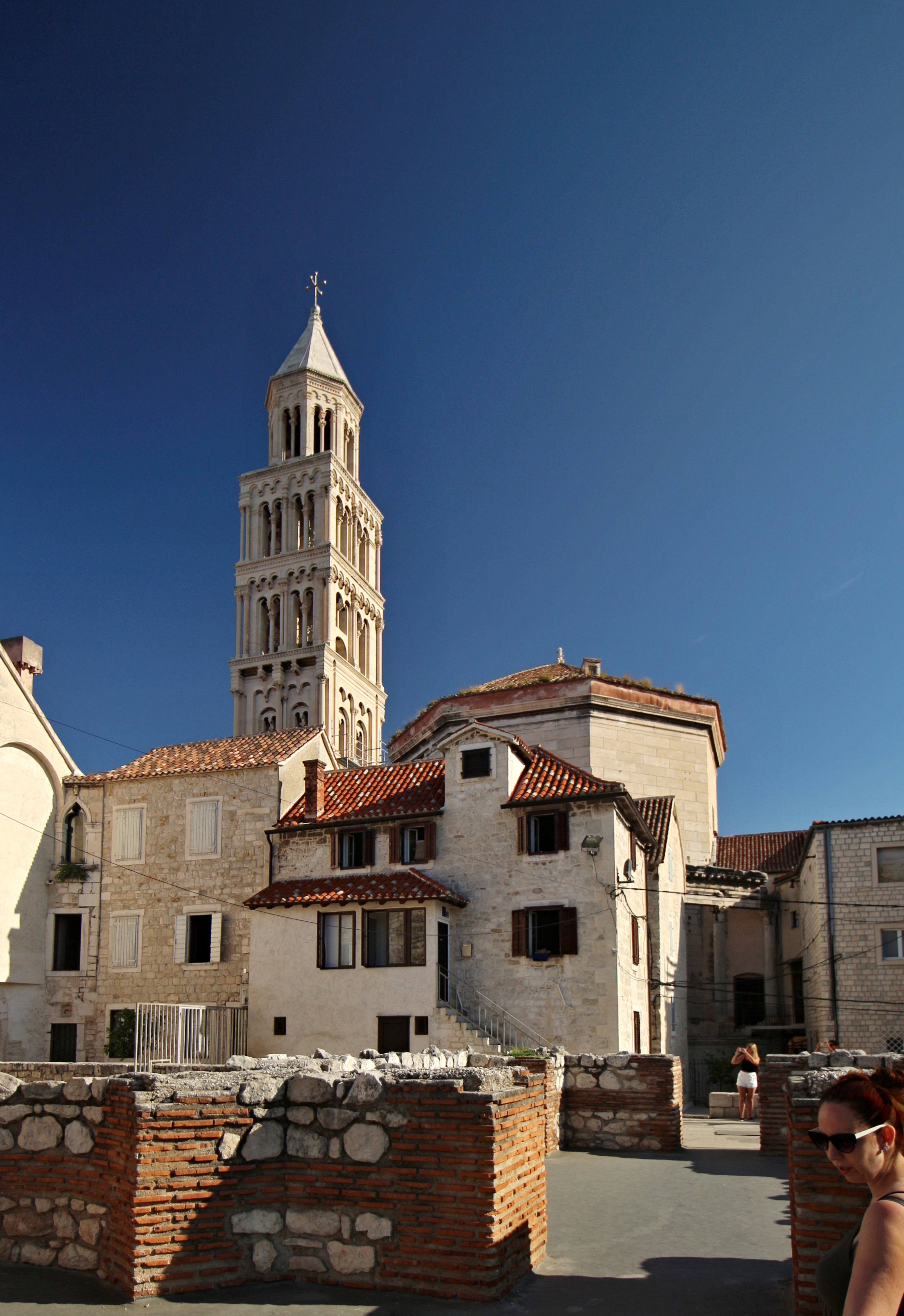
Katedrála sv. Domnia

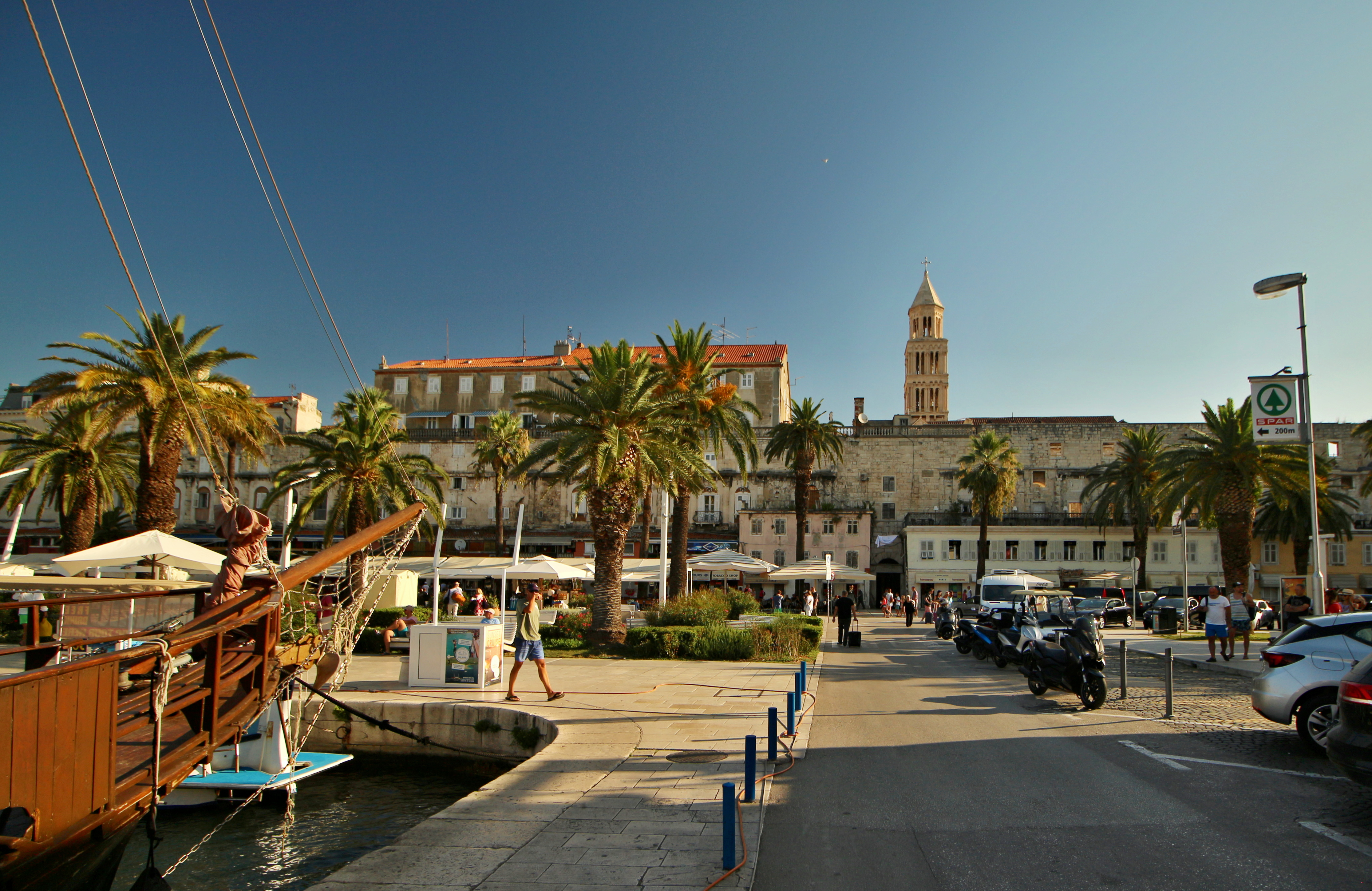
Pohled na Diokleciánův palác a staré město od přístavu

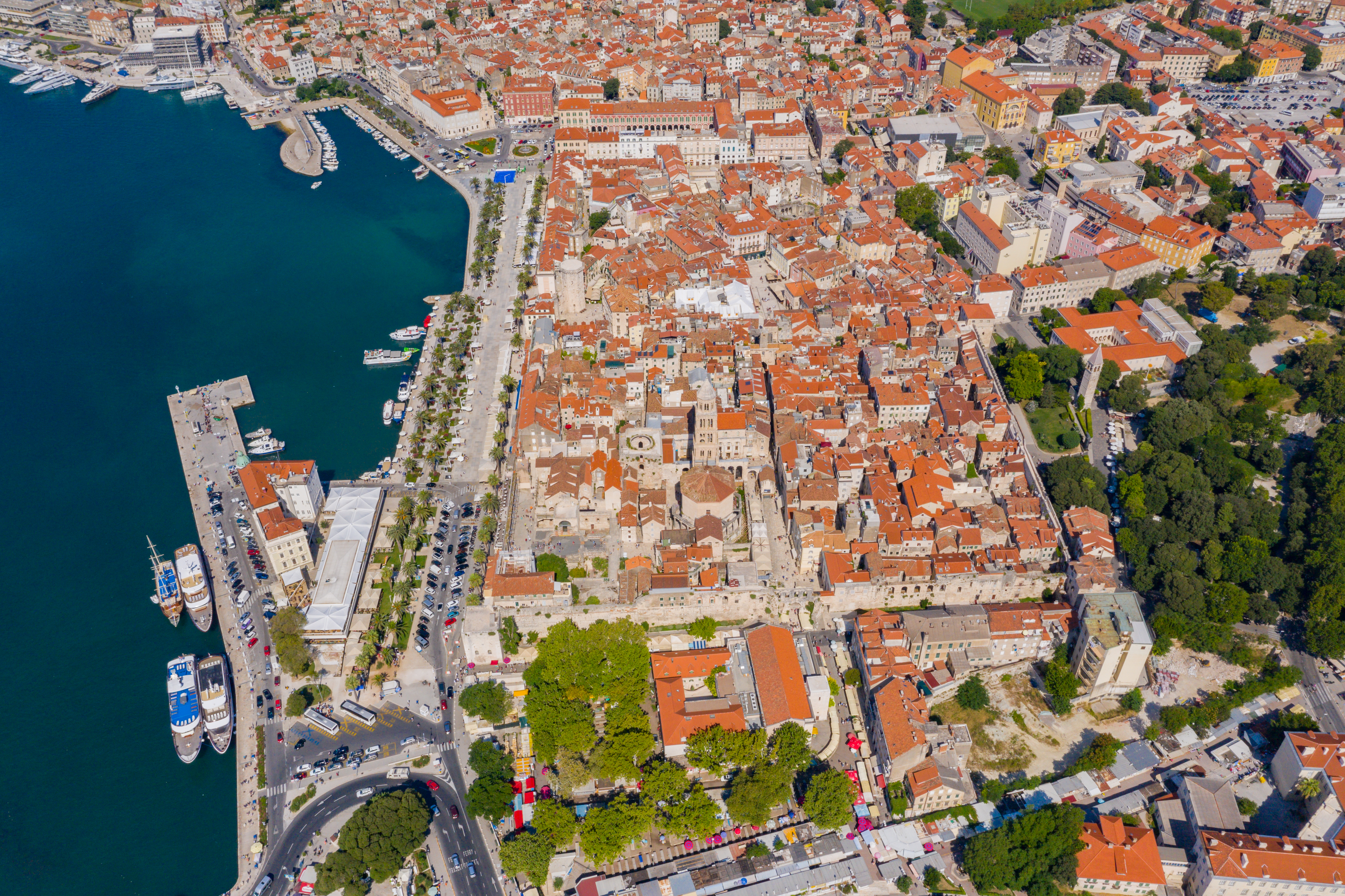
Letecký pohled na staré město

Splitské Staré město je součástí světového dědictví UNESCO od roku 1979. Nachází se na jižní straně splitského poloostrova. Město je velmi turisticky atraktivní destinací; v červenci 2022 jej navštívilo 160 tisíc turistů, z nichž 152 tisíc byli zahraniční a 8 tisíc domácí návštěvníci. Vysoká míra turismu ve městě je předmětem kritiky místních obyvatel.
Přímo u moře podél přístavní zátoky ve starém městě se nachází promenáda Riva, která je jedním ze symbolů města.

### Památky
- Diokleciánův palác (chorvatsky Dioklecijanova palača), zbudovaný kolem 300 s následujícími budovami:
  - Bývalé diokleciánovo mauzoleum, které bylo ve středověku přebudováno jako Katedrála sv. Domnia.
  - Peristil, sloupové nádvoří jako centrální místo setkání na křižovatce Cardo a Decumanus .
  - nádvoří bývalé obytné části paláce
  - Katakomby/podzemní chodby (chorvatsky Podrumi), částečně velmi vysoká síť chodeb pod Diokleciánovým palácem
  - Bronzová brána (mořská brána), zlatá brána, stříbrná brána a železná brána tvoří hlavní vstupy do starého města.
  - Jupiterův chrám, chrám sv. Jana Křtitele
- Papalićův palác (chorvatsky Papalićeva palača), ve které dnes sídlí městské muzeum
- Stará radnice a kostel Panny Marie s raně románskou zvonicí (chorvatsky Crkvica Gospe od Zvonika) u Železné brány.
- Náměstí republiky (chorvatsky Trg republike, též Prokurative[53]) s administrativními budovami a palácem bývalého benátského guvernéra
- Národní náměstí (chorvatsky Narodni trg, hovorově Pjaca) s knihkupectvím Vida Morpurga
- Lesopark Marjan (chorvatsky Park Šuma Marjan) na poloostrově v západní části města s hledištěm Telegrin (178 m), četnými kaplemi a starým židovským hřbitovem ze 16. století.
- Diokleciánův vodovod (chorvatsky Dioklecijanov akvadukt), který sloužil pro zásobování paláce
- Pevnost Gripe (chorvatsky Tvrđava Gripe) ve čtvrti Lučac–Manuš, postavená Benátčany v 17. století na obranu města před Turky.
- Chorvatské národní divadlo (chorvatsky Hrvatsko Narodno Kazalište), zbudované vedle pozůstatků benátské pevnosti v Marmontově ulici
- Arcibiskupský palác (chorvatsky Nadbiskupska palača) na východním okraji centra města, postavený v letech 1901–1904 dle návrhu architekta Ćirila Ivekoviće v novorenesančním stylu.
- Stadion Poljud (chorvatsky Gradski stadion Poljud), domácí stadion týmu Hajduk Split, postaven roku 1979.[54]
- Spaladium Arena, víceúčelová hala v místní části Split-Poljud.

### Kostely a kláštery
Ve Splitu se nachází 20 katolických kostelů, 6 kostelů protestantských a modlitebna srbské pravoslavné církve. Níže následují ty významnější z nich:
- Katedrála sv. Domnia (sv. Duje)
- Kostel Nejsvětější Trojice ve Splitu-Poljudu (chorvatsky Crkva sv. Trojice), starý chorvatský kostel z 8. až 11. století
- Kostel Panny Marie v Pojišanu, poutní kostel východně od centra města (Pojišanská ulice)
- Dominikánský kostel (chorvatsky Crkva sv. Dominika) u Stříbrné brány
- Kostel Panny Marie della Salute (chorvatsky Crkva Gospe od Zdravlja) ve Splitu-Dobri
- Kostely na poloostrově Marjan
- Františkánský klášter a františkánský kostel
- Františkánský klášter sv. Antonína Paduánského s kostelem Panny Marie ve Splitu-Poljudu za stadionem Poljud
- Kostel sv. Martina (chorvatsky Crkva sv. Martina), kostel z 6./11. století u Zlaté brány
- Kostel sv. Filipa Neriho (chorvatsky Akademska Crkva sv. Filipa Nerija) z roku 1736
- Kostel svatého Ducha (chorvatsky Crkva sv. Duha) na Starém městě
- Zvonice bývalého benediktinského kláštera
- Kostel sv. Domnia ve Splitu-Brdech
- Klášter milosrdných sester sv. Vincenta

### Muzea a galerie
- Meštrovićova galerie (chorvatsky Galerija Meštrović) ve Splitu-Meje, kde jsou vystavena díla známého chorvatského malíře
- Archeologické muzeum Split (chorvatsky Arheološki muzej) s exponáty prehistorické a starověké historie Dalmácie
- Muzeum chorvatských archeologických nálezů (chorvatsky Muzej hrvatskih arheoloških spomenika) ve Splitu-Meje, kde se nacházejí nálezy z nejstarších dějin města i regionu
- Galerie výtvarného umění (chorvatsky Galerija umjetnina), založená v roce 1931
- Salon Galić v Marmontově ulici, založený v roce 1924
- Etnografické muzeum (chorvatsky Etnografski muzej) na třídě Peristil
- Chorvatské námořní muzeum (chorvatsky Hrvatski pomorski muzej) v pevnosti Gripe
- Městské muzeum (chorvatsky Muzej grada Splita) v Papalićově paláci
- Muzeum sakrálního umění (chorvatsky Muzej sakralne umjetnosti) v Skočibušićově paláci
- Dům mládeže, (chorvatsky Dom mladeži) nikdy nedokončený kulturní dům z období socialistické Jugoslávie.[55]

V okolí Splitu se na pobřeží moře nachází množství hotelů. Městské pláže se rozkládají na celém pobřeží moře, nesou názvy Bačvice, Kašjuni, Ovčice, Bene a pláž před táborem Stobreč.

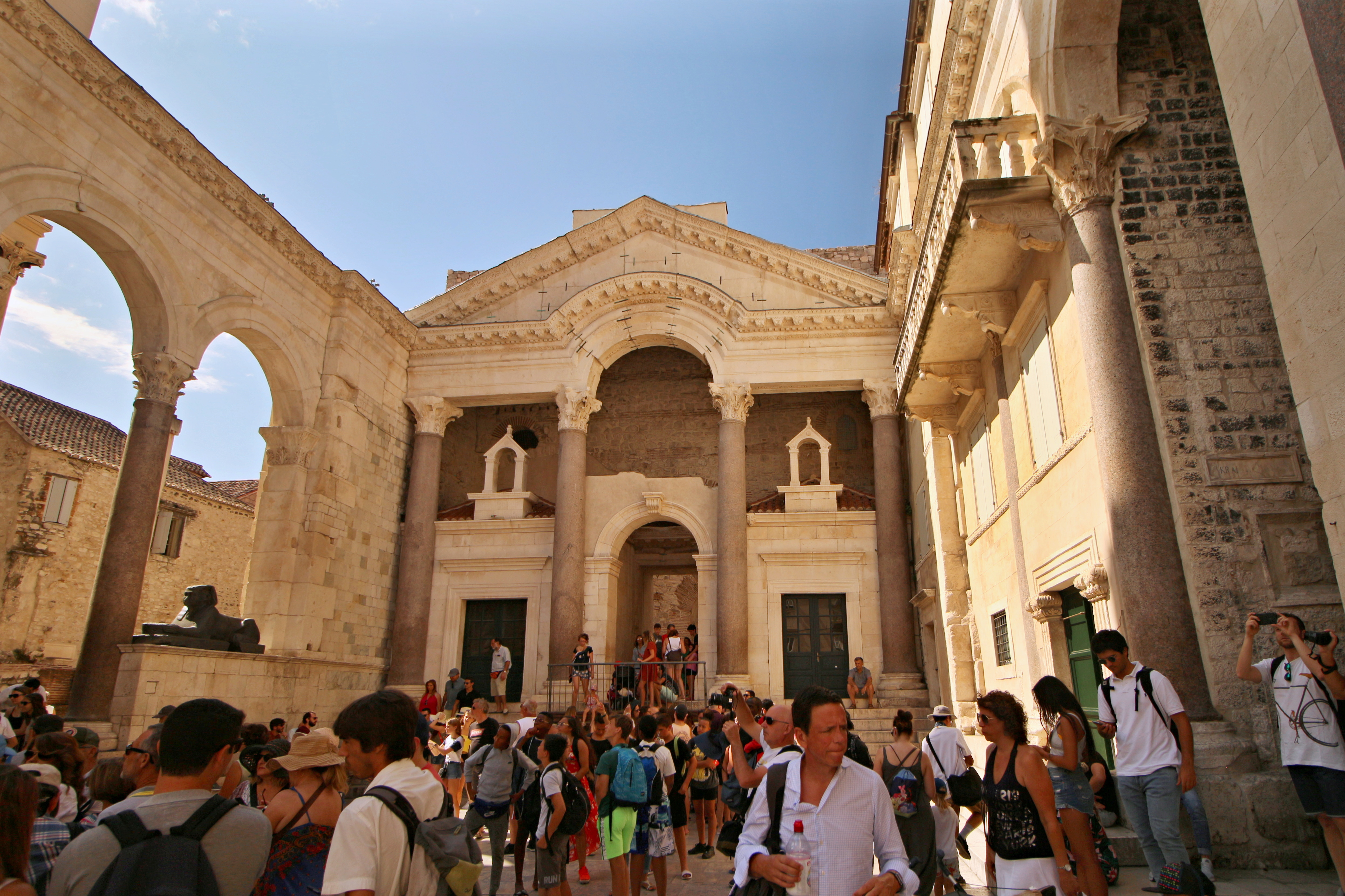
Katedrála sv. Domnia
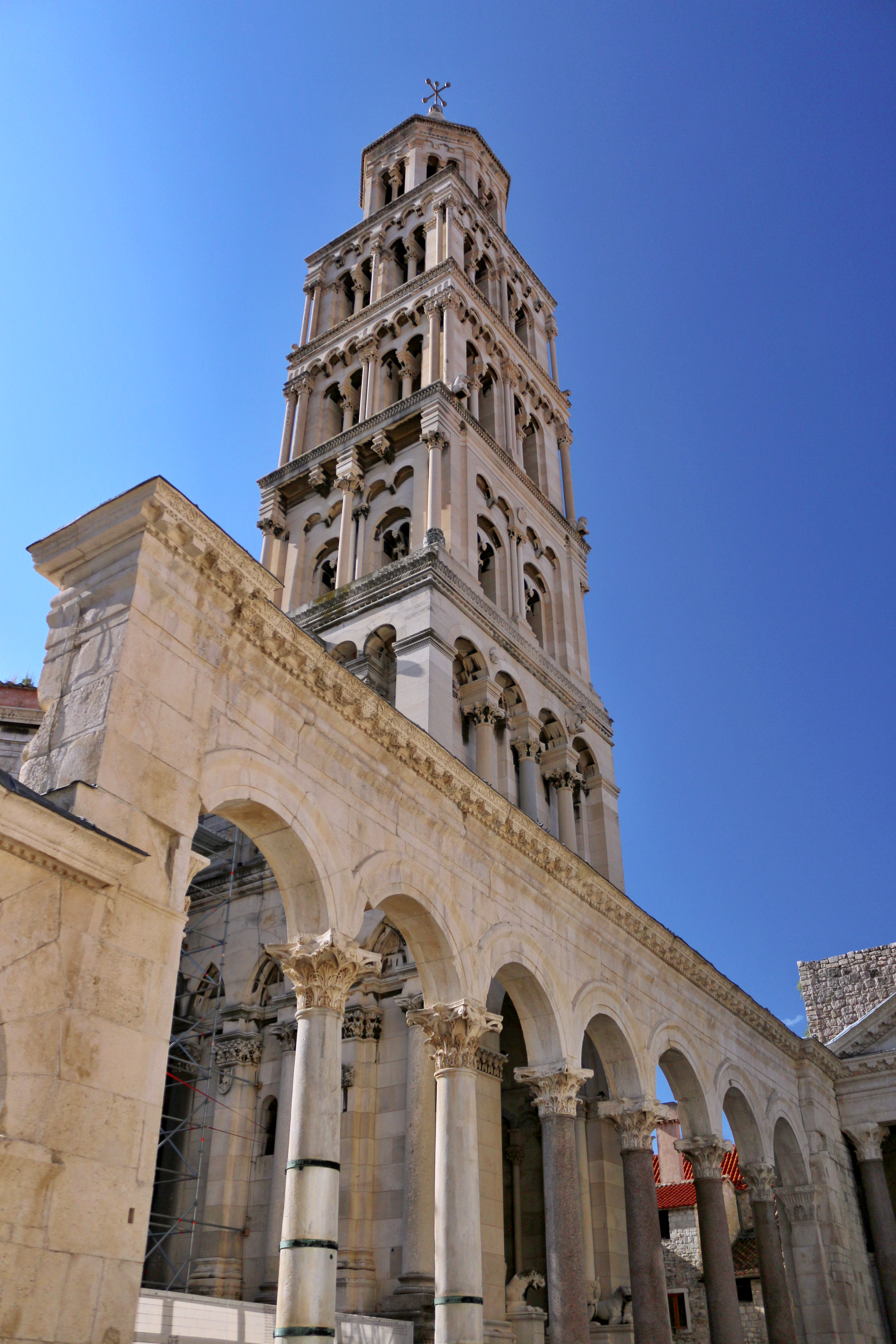
Věž katedrály sv. Domnia
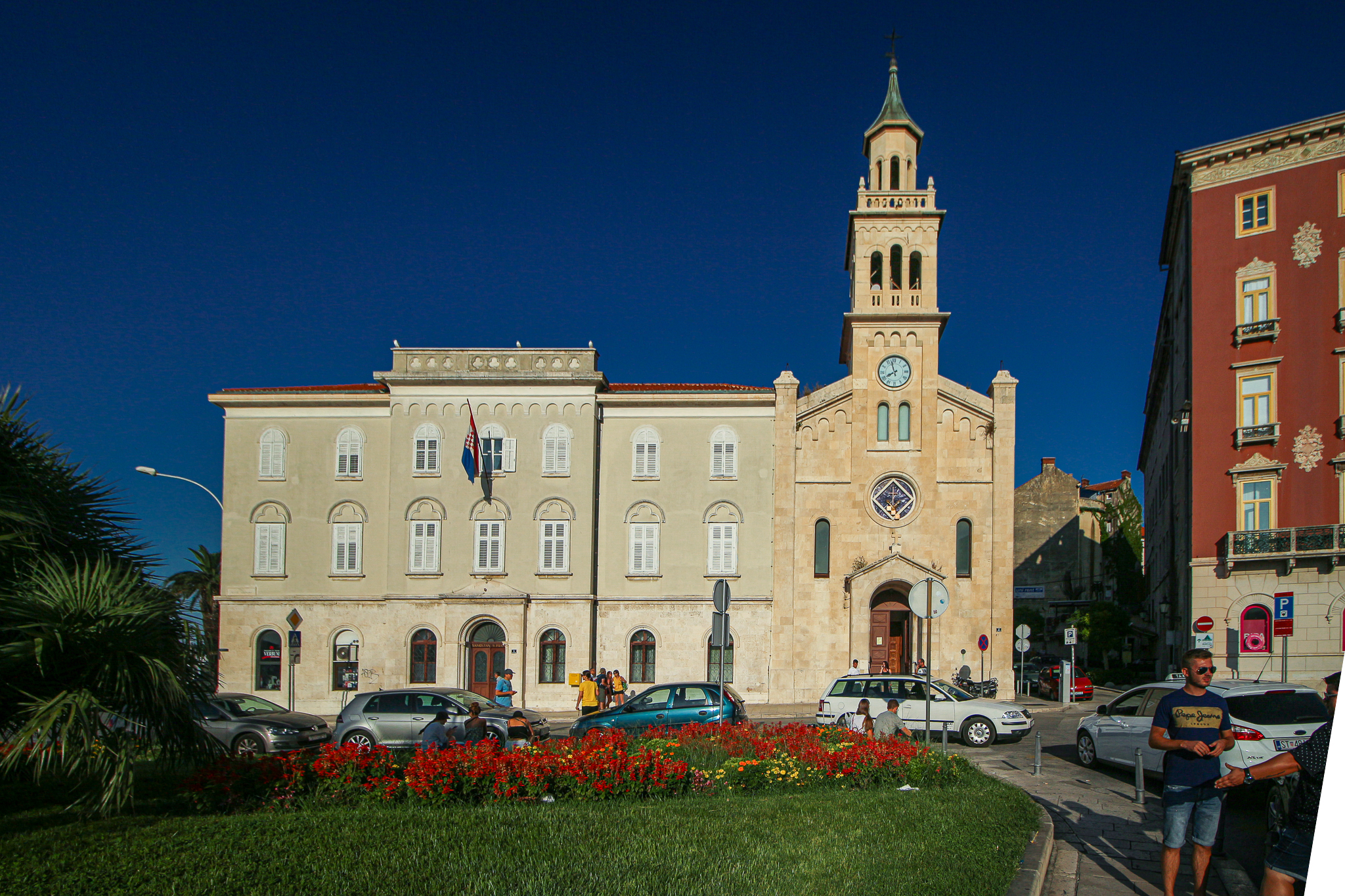
Františkánský klášter a kostel
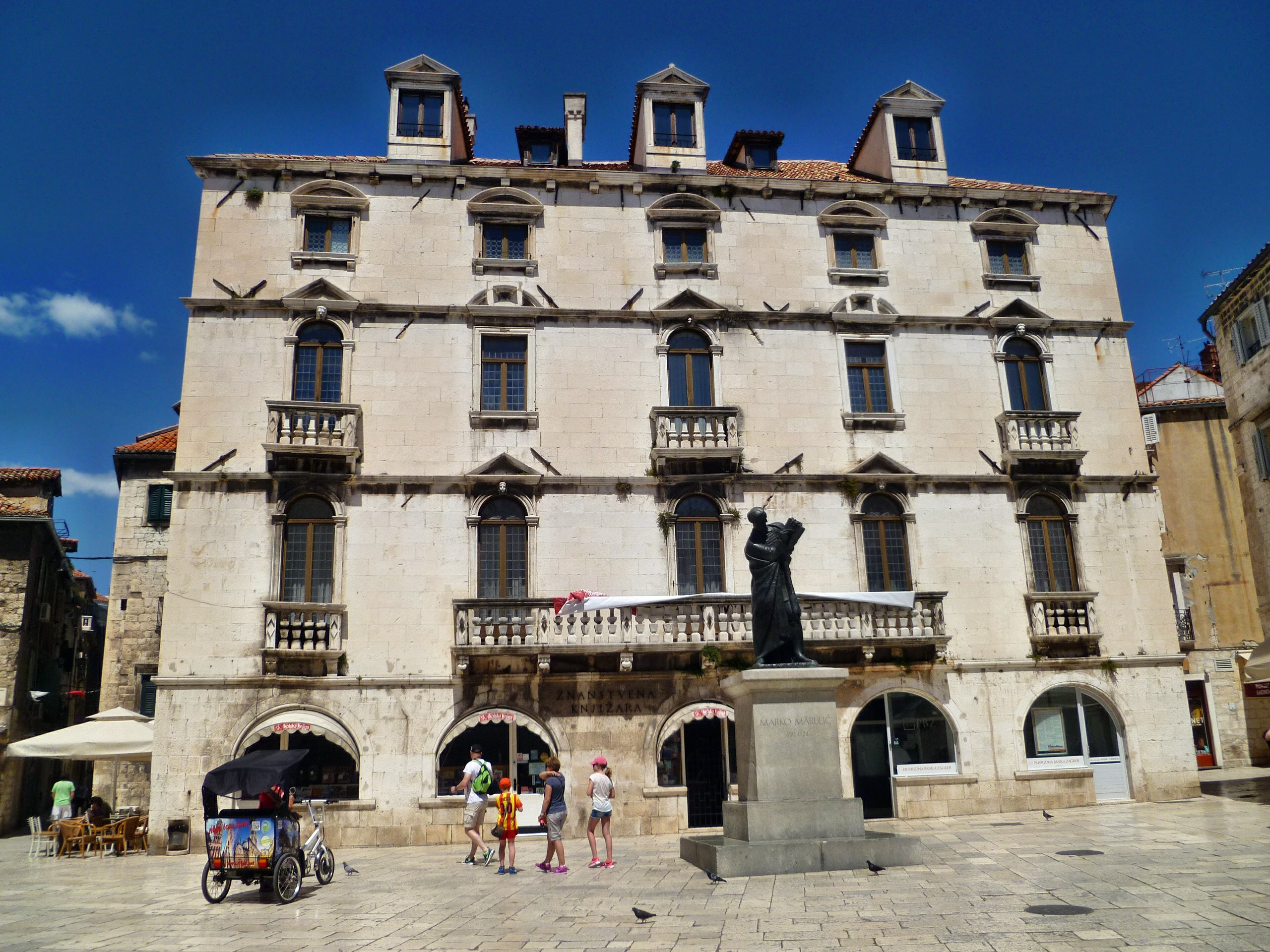
Budova HAZU (Akademie věd)
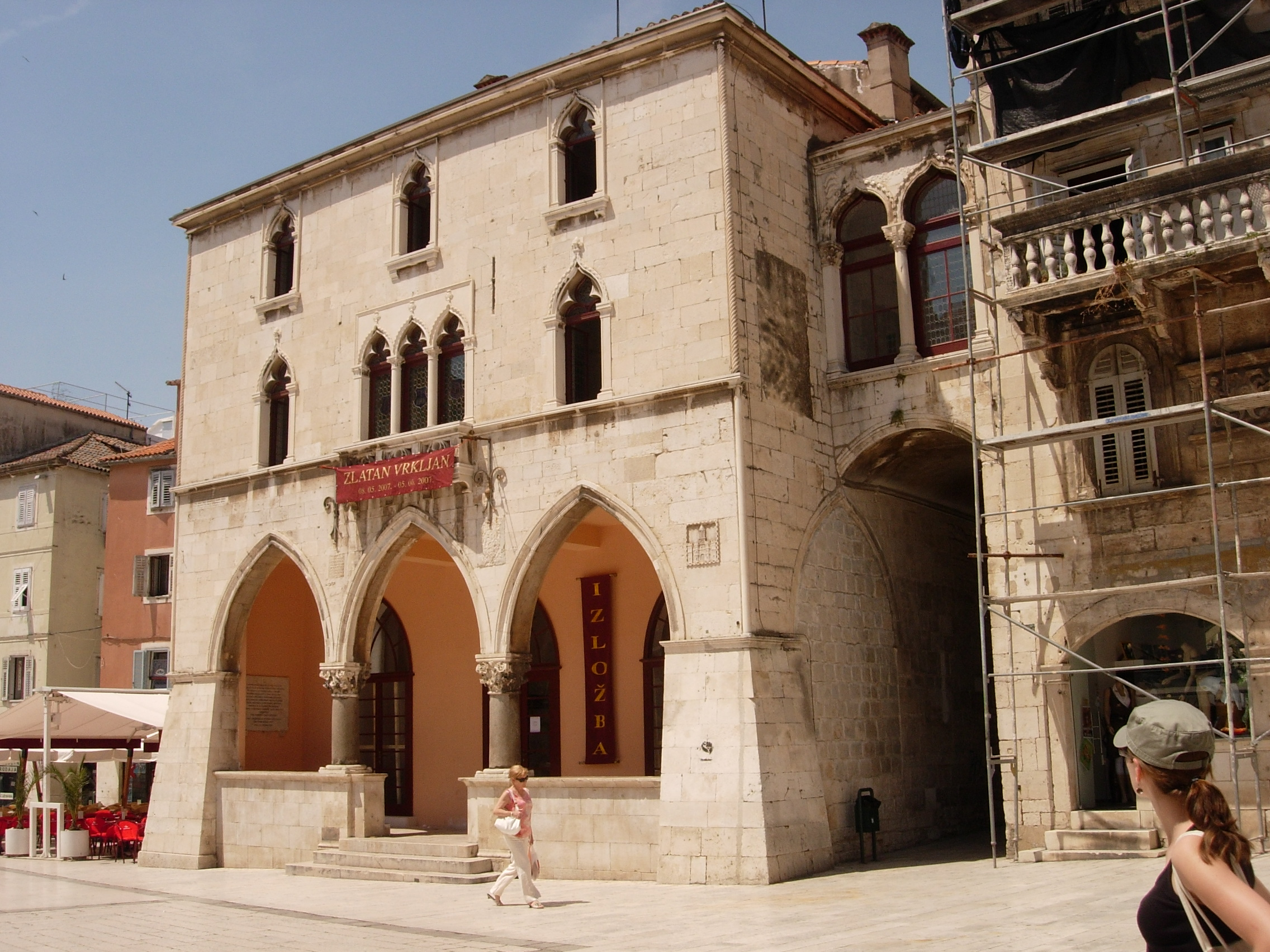
Stará radnice
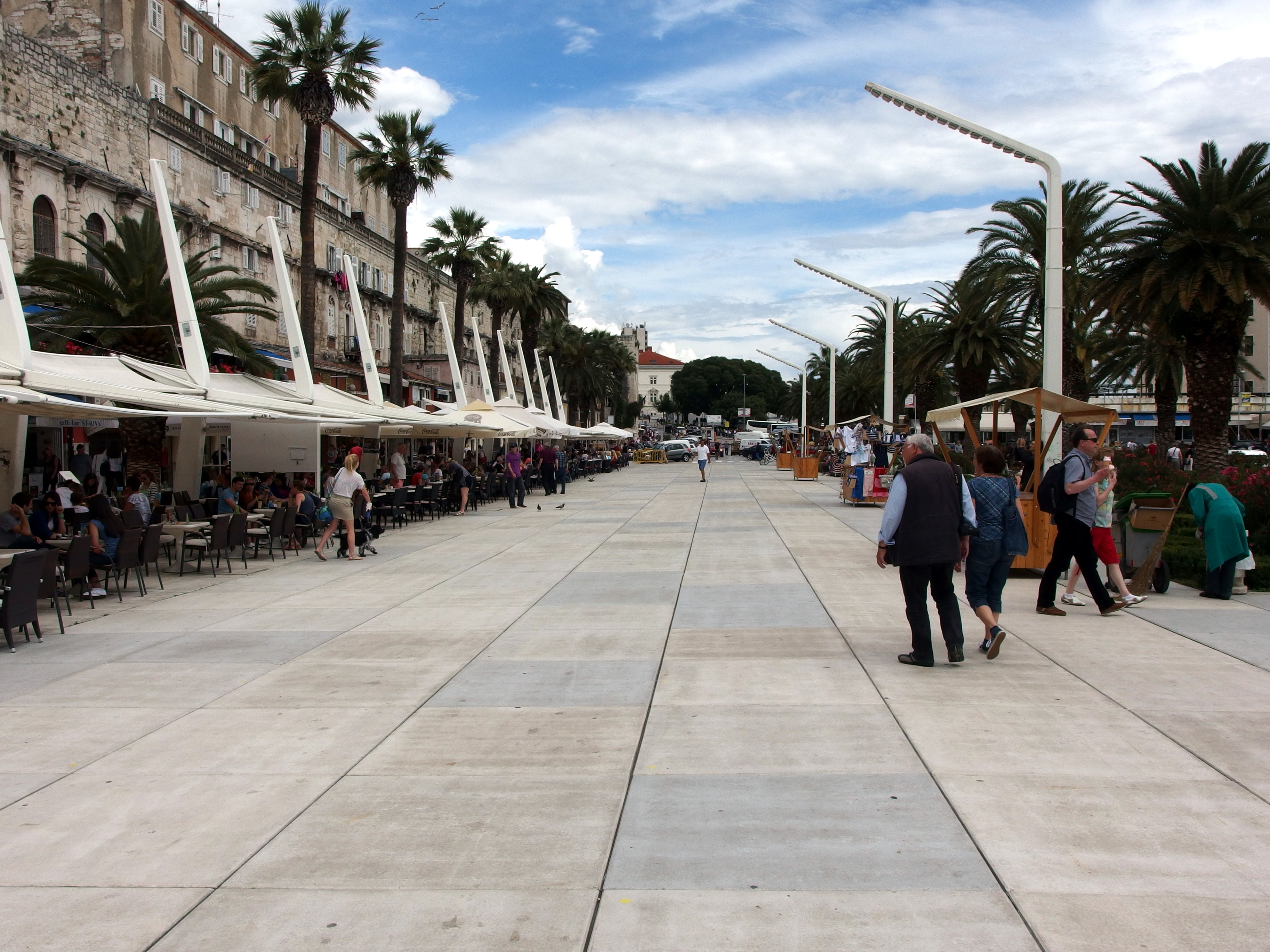
Promenáda Riva v centru města
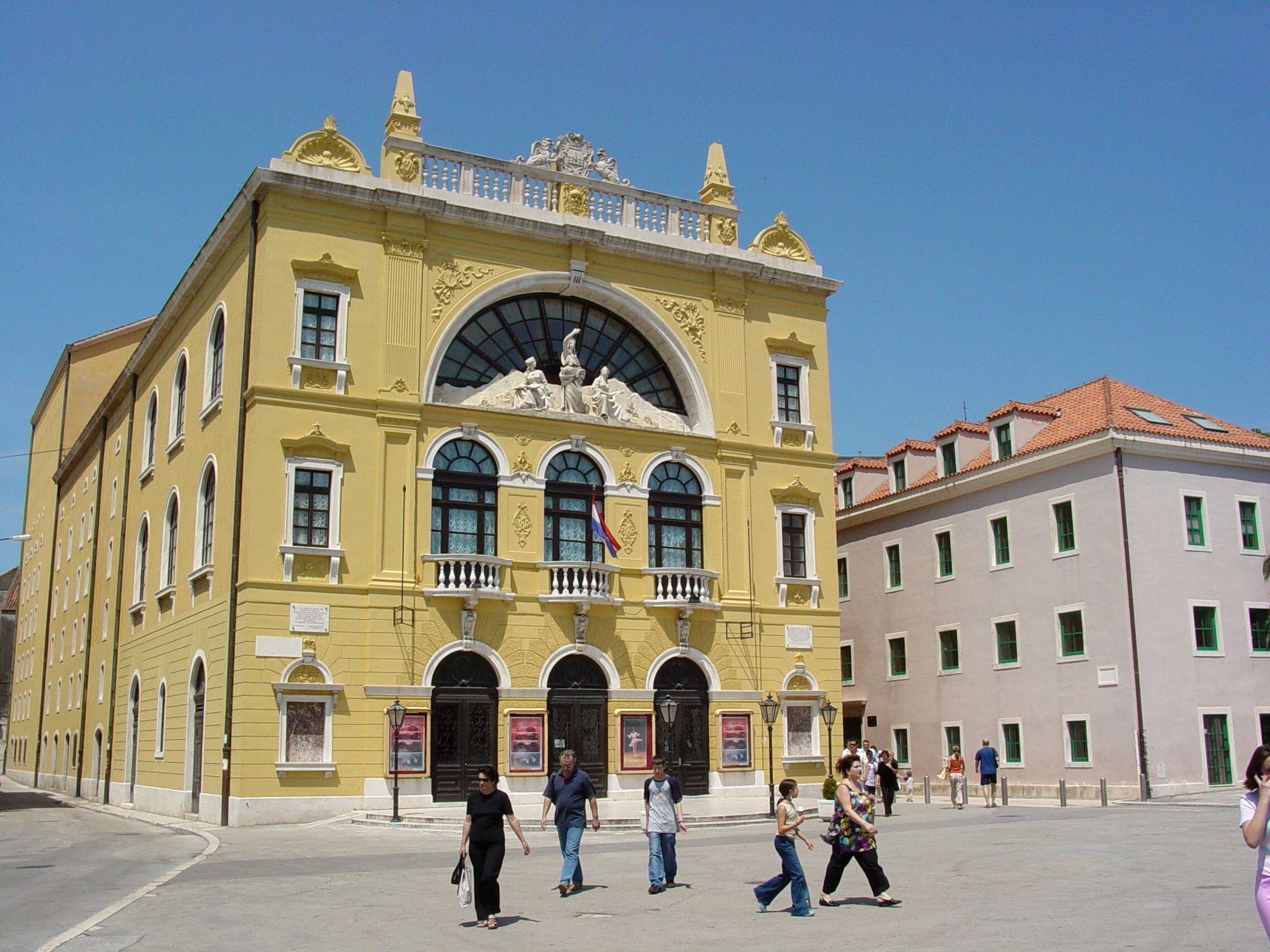
Budova národního divadla
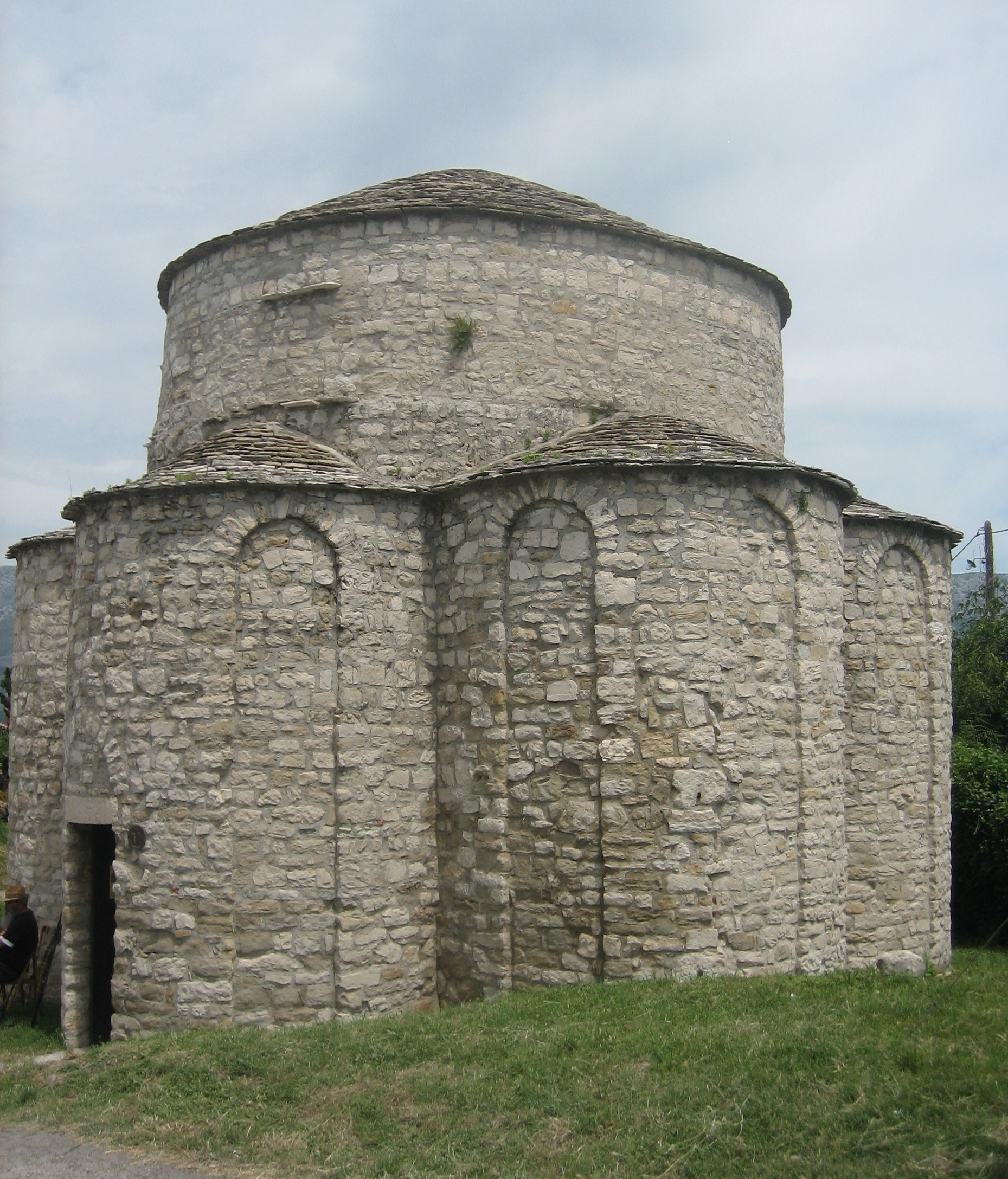
Kostel sv. Trojice
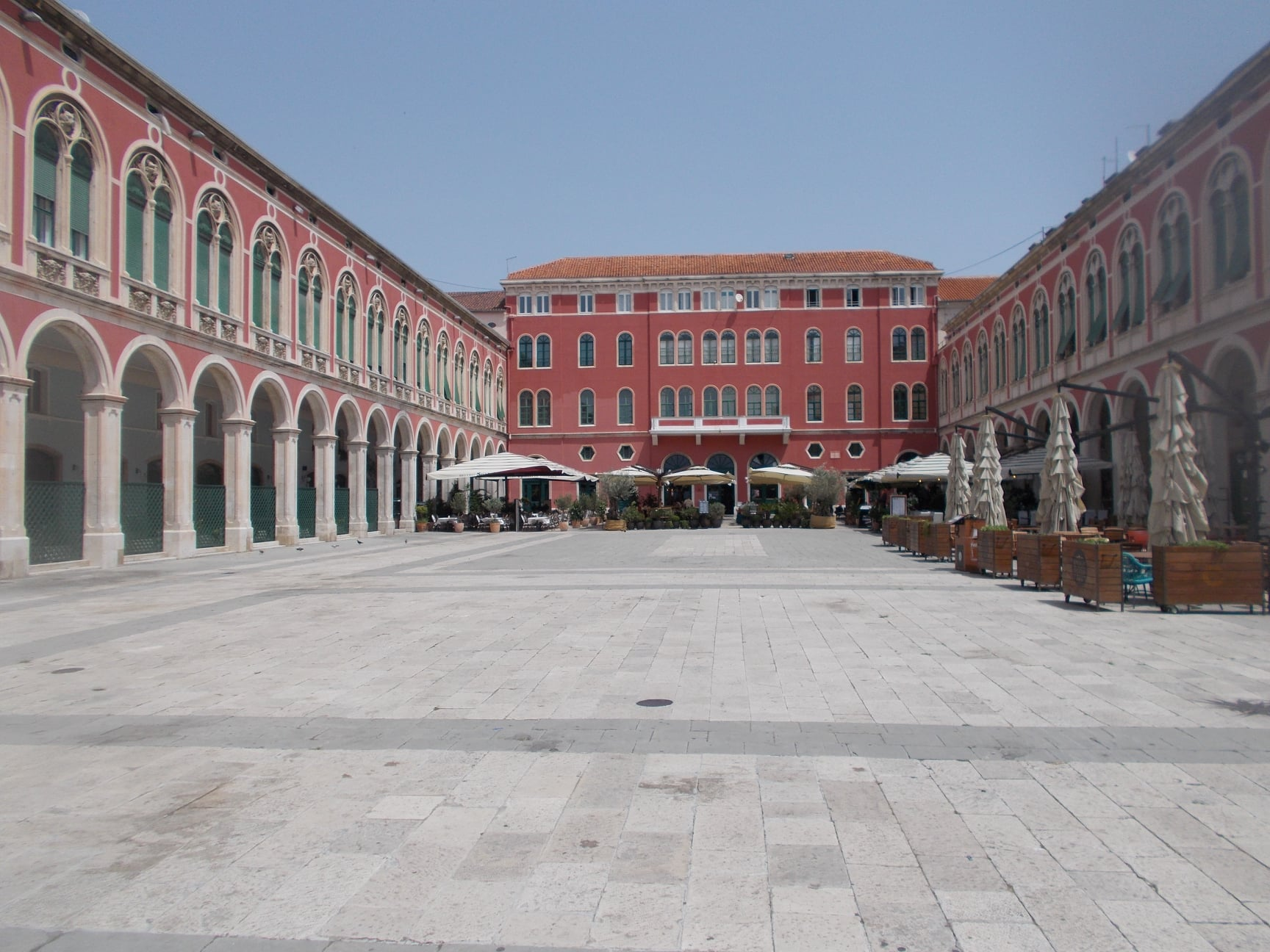
Náměstí republiky
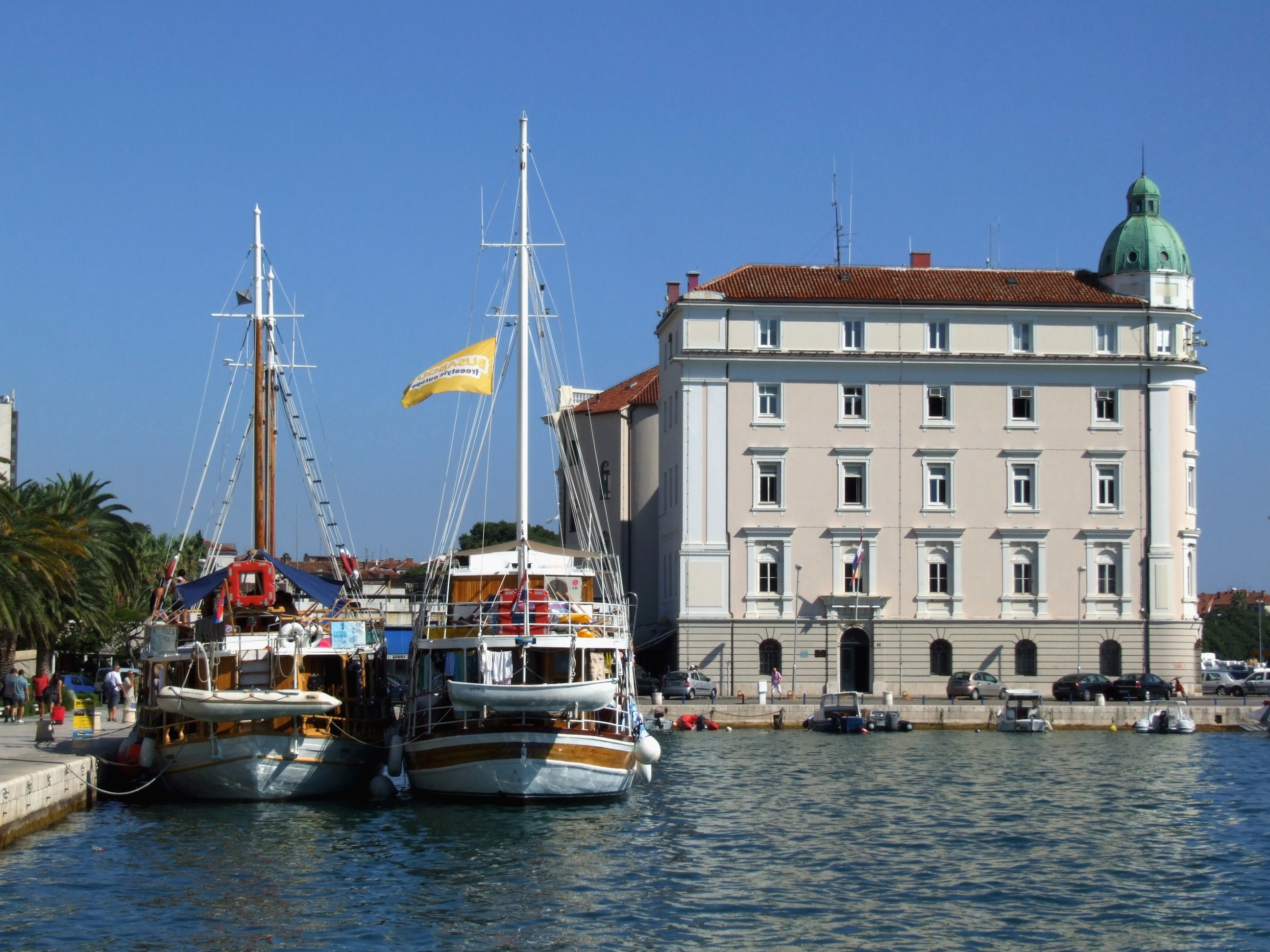
Budova správy přístavu
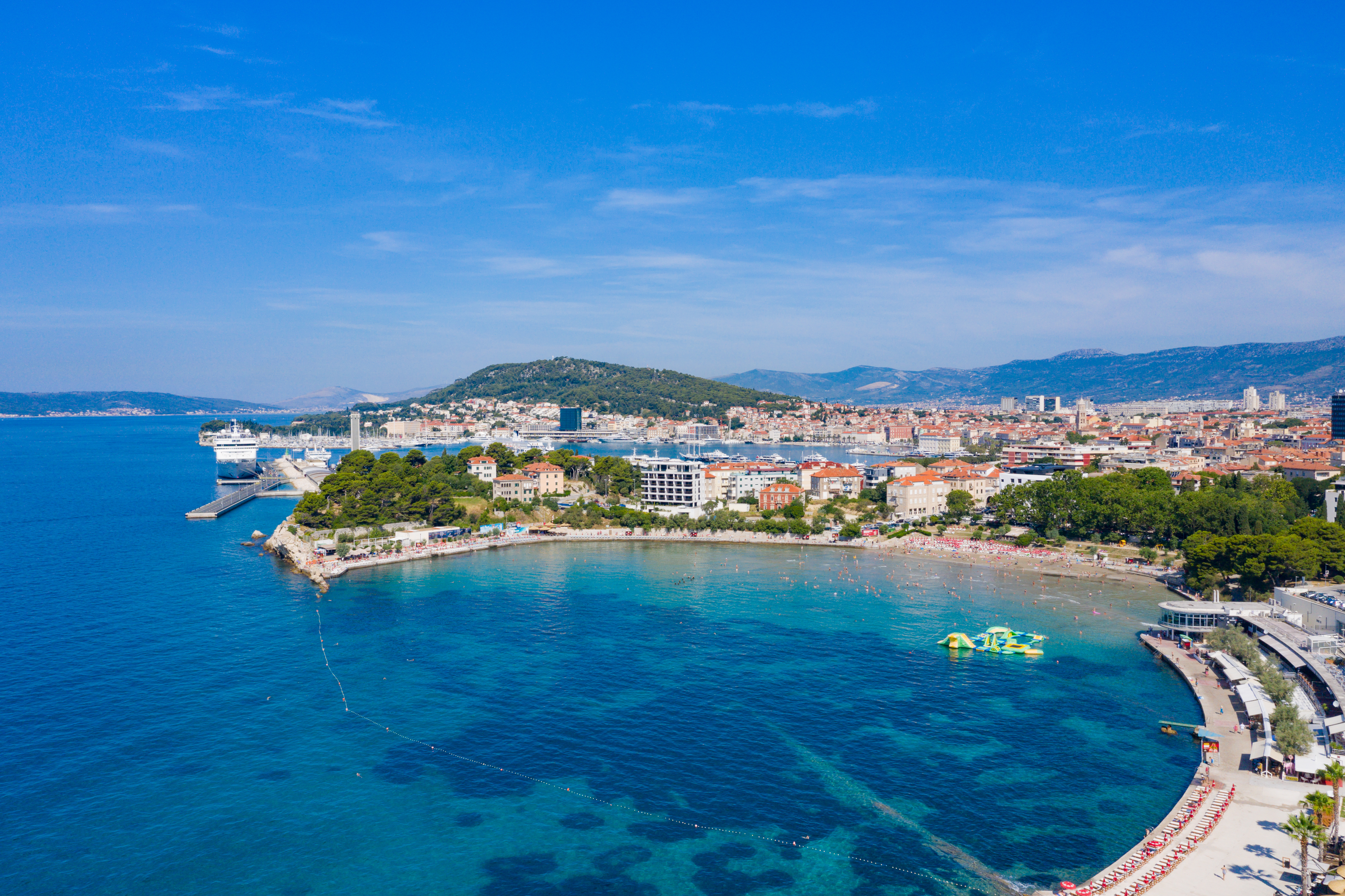
Pláž Bačvice
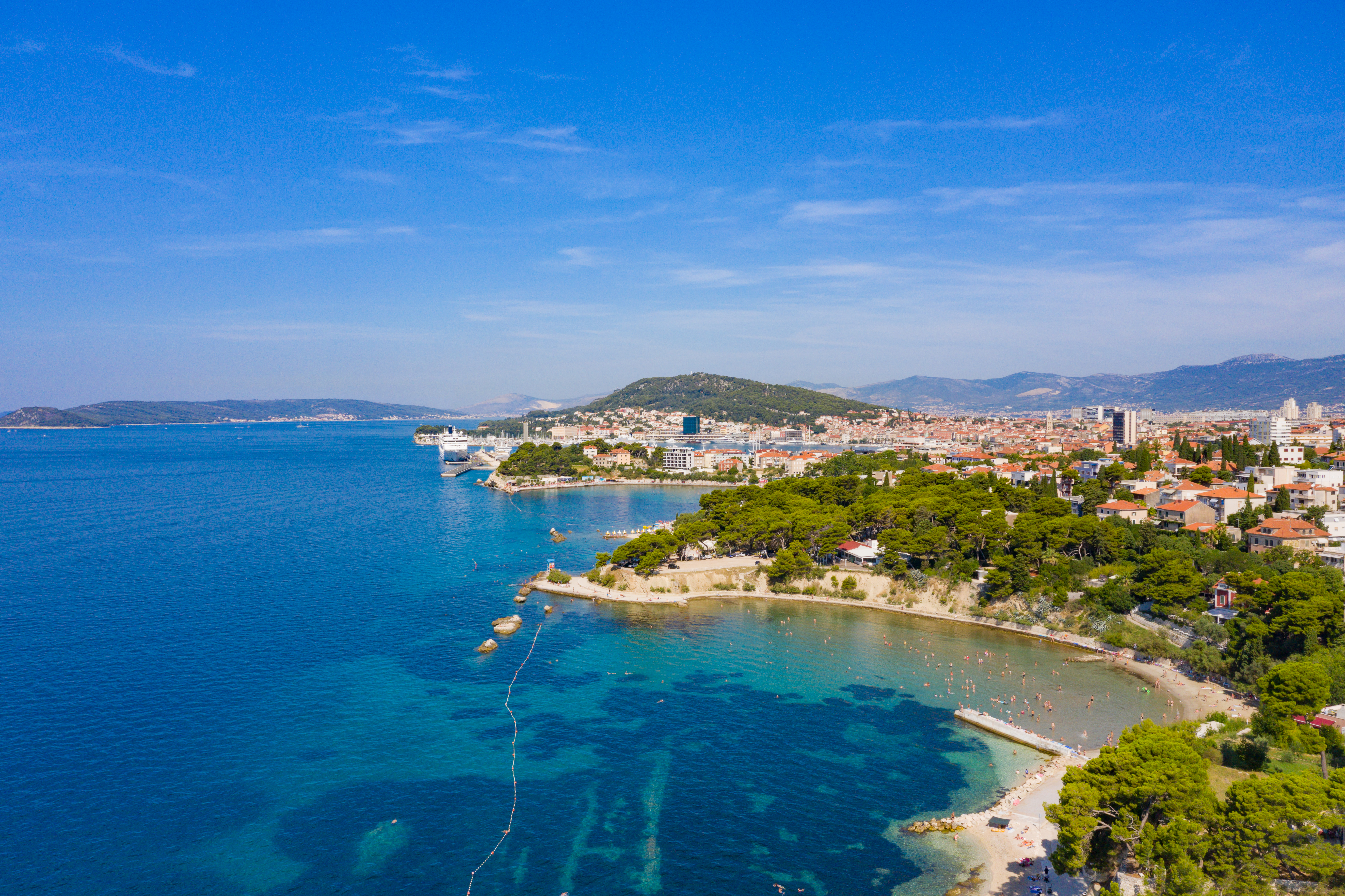
Pláž Firule

## Ekonomika

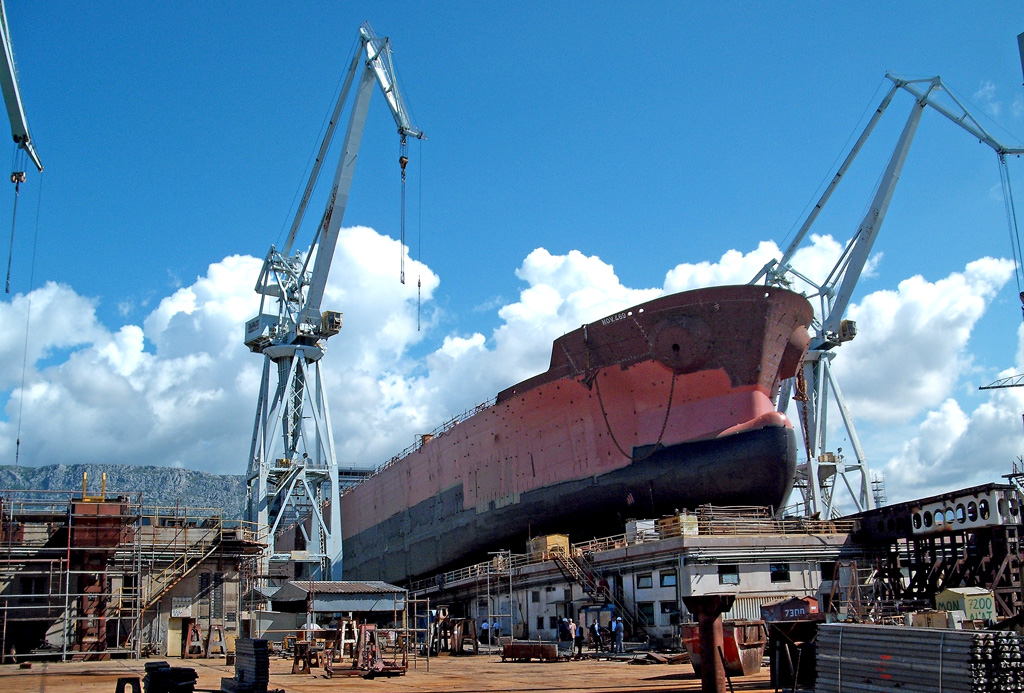
Loděnice Brodosplit

Ekonomika města se odvíjí především od místního přístavu, jak pro nákladní, tak osobní přepravu, vnitrozemskou i zahraniční. Historicky významným odvětvím, které zaměstnávalo nemalý počet lidí, byla výroba lodí. Loděnice Brodosplit, které vznikly během znárodnění po druhé světové válce, zaměstnávají 2 300 lidí. Již od dob existence poválečné Jugoslávie vyrábí pro domácí i zahraniční společnosti objemné nákladní lodě.
Ve Splitu jsou také zastoupeny podniky v oblasti papírenství, výroby cementu a chemický průmysl.
Značný význam má také turistika a rybolov. V zemědělství je rozšířené hlavně vinařství.

## Konzuláty
Ve Splitu se nachází řada konzulátů, například: Spojeného království, Irska, Finska, Německa, Nizozemska, Dánska, Slovinska, Itálie, Španělska, Chile, Rakouska, Česka a Slovenska.[zdroj?]

## Školství

### Školy

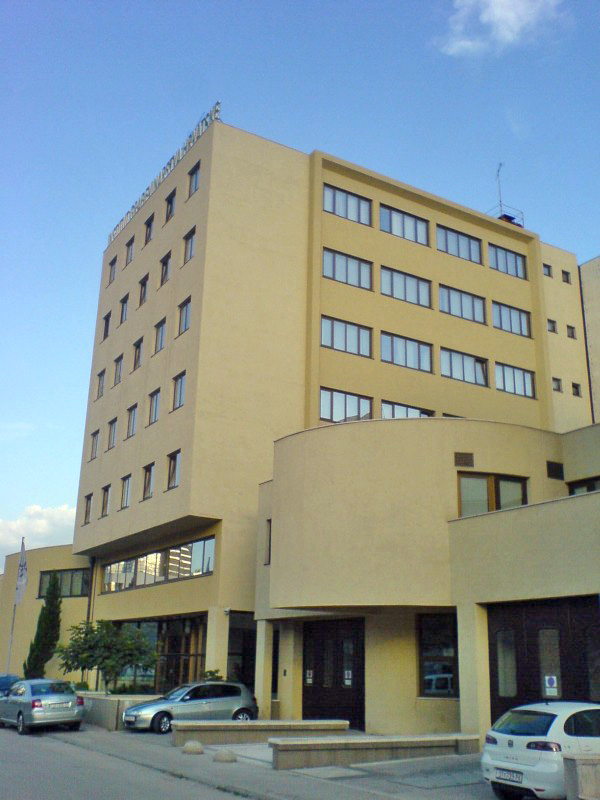
Fakulta architektury

Univerzita Split (chorvatsky Sveučilište u Splitu) byla založena v roce 1974, během období vzniku regionálních vysokých škol v bývalé Jugoslávii. Pod univerzitu spadá 11 fakult a jedna umělecká akademie:
- Fakulta elektrotechnická, stavba lodí
- Ekonomická fakulta
- Přírodovědecká fakulta a matematika
- Fakulta architektury
- Katolická fakulta
- Fakulta chemicko-technologická
- Fakulta medicíny
- Námořní fakulta
- Právnická fakulta
- Akademie umění
- Filozofická fakulta

Okolo 20 000 studentů splitské univerzity studují ve 180 různých studijních programech. V druhé polovině 2. dekády 21. století byl vybudován nový univerzitní kampus.
Ve městě se rovněž nachází 25 základních škol a 18 škol středních.

### Vzdělanost obyvatelstva
Ještě v roce 2001 bylo 1,7 % obyvatel Splitu negramotných (jednalo se především o starší ročníky). Zhruba polovina Spliťanů vystudovala střední školu a zhruba osmina (cca 13 %) potom i školu vysokou.

## Média
Ve Splitu působí několik místních televizních stanic (TV Jadran, TV Split a Kanál 5) a rozhlasových stanic (HR Split, Radio Dalmacija, Radio KL-Eurodom, Radio Riva, Radio Sunce). Ve Splitu rovněž vycházejí oblíbené regionální noviny Slobodna Dalmacija.

## Sport

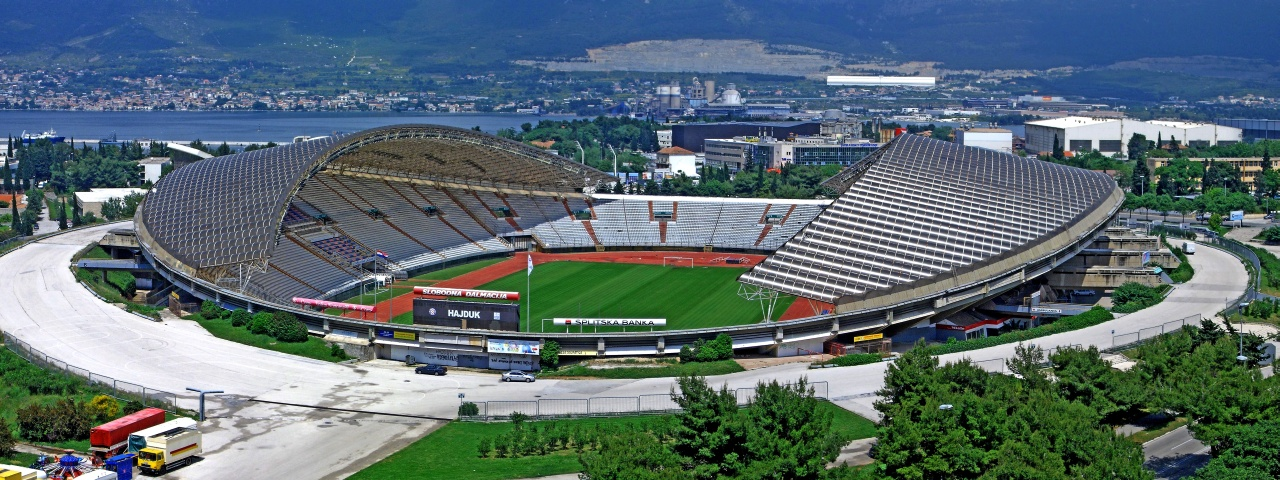
Stadion Poljud

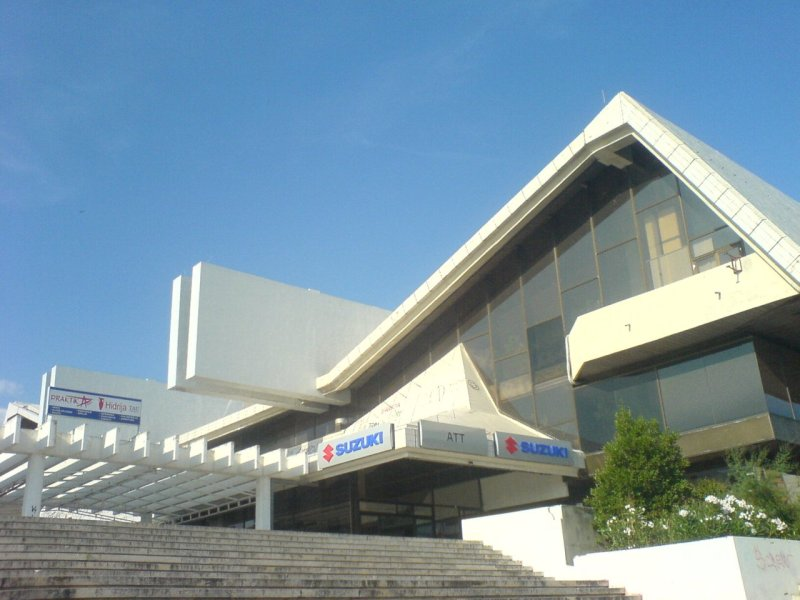
Sportovní hala Gripe

Město nabízí velmi bohaté sportovní využití. Ve městě jsou 4 kluby vodních sportů, dále potápěčský, jezdecký a klub horské turistiky. Dále se ve městě nachází několik hřišť, od volejbalových, fotbalových až po basketbalové a také tenisové kurty. Kromě funkčních sportovních center zde existuje také nikdy nedokončená Spaladium Arena. Půjčovny motorových člunů, jachet, vodních skútrů a sportovních potřeb jsou samozřejmostí.
Ve městě sídlí fotbalový klub Hajduk Split, jeden z nejvýznamnějších chorvatských fotbalových klubů. Hajduk Split byl velmi úspěšným týmem i v jugoslávské lize; pětkrát vyhrál Pohár Jugoslávie. Sídlí zde i RNK Split.
Místním sportem, který se tradičně hraje již od počátku 20. století na splitských plážích, je Picigin.
V období posledních padesáti let se ve Splitu uskutečnilo několik větších sportovních akcí, jako např.: 8. Středomořské hry (1979), Mistrovství Evropy v plavání a vodním pólu (1981) a Mistrovství Evropy v atletice (1990)

## Osobnosti
- Mario Ančić (* 1984), tenista
- Vlado Bagat (1915–1944), jugoslávský partyzán
- Vladimir Beara (1928–2014), bývalý fotbalista
- Toma Bebić (1935–1990), hudebník a básník
- Đurđa Bjedov (* 1947), plavkyně
- Luka Botić (1830–1863), spisovatel a politik
- Boris Dvornik (1939–2008), herec a scenárista
- Dino Dvornik (1964–2008), hudebník
- Oliver Dragojević (1947–2018), zpěvák
- Doris Dragović (* 1961), zpěvačka
- Zlatan Stipišić Džiboni (* 1968), hudebník
- Ivo Eterović (1935–2011), fotograf
- Jakov Gotovac (1895–1982), hudební skladatel
- Petar Grašo (* 1976), zpěvák
- Goran Ivanišević (* 1971), tenista
- Oliver Kovačević (* 1974), fotbalista
- Toni Kukoč (* 1968), basketbalista
- Marko Marulić (1450–1524) spisovatel
- Miloš Milošević (* 1972), profesionální plavec
- Nedeljko Popadić (* 1961), spisovatel
- Dino Rađa (* 1967), basketbalista
- Zdenko Runjić (1942–2004), skladatel
- Ivo Sanader (* 1953), politik
- Miljenko Smoje (1923–1995), spisovatel a novinář
- Olga Spiridonović (1923–1994), herečka
- Ivica Šurjak (* 1953), bývalý fotbalista
- Ante Trumbić (1864–1938), politik
- Igor Tudor (* 1978), fotbalista
- Emanuel Vidović (1870–1953), malíř
- Blanka Vlašičová (* 1983), atletka
- Siniša Vuco (* 1971), zpěvák
- Severina Vučković (* 1972), zpěvačka
- Bernard Vukas (1927–1983), fotbalista

## Partnerská města
- Ancona, Itálie
- Antofagasta, Chile
- Bejrút, Libanon
- Bejt Šemeš, Izrael
- Berlín, Německo
- Cockburn, Austrálie
- Dover, Velká Británie
- Gladsaxe, Dánsko
- Smyrna, Turecko
- Los Angeles, USA
- Mostar, Bosna a Hercegovina
- Oděsa, Ukrajina
- Ostrava, Česko
- Pescara, Itálie
- Punta Arenas, Chile
- Štip, Severní Makedonie
- Trondheim, Norsko
- Velenje, Slovinsko

## Poloha
Split se nachází na pobřeží Jaderského moře v centrální části Dalmácie. Směrem do vnitrozemí se nacházejí pohoří Mosor a vrchol Kozjak. Směrem po moři se u Splitu nacházejí ostrovy Brač, Hvar a Šolta.
V okolí Splitu se nacházejí tato města:
| Růžice kompasu | Šibenik (~84 km), Zadar (~144 km) | Záhřeb (~384 km), Varaždín (~493 km) | Dugopolje (~19 km) | Růžice kompasu |
| Růžice kompasu | Trogir (~28 km), Ancona (~235 km) | Sever                                | Mostar (~204 km)   | Růžice kompasu |
| Růžice kompasu | Trogir (~28 km), Ancona (~235 km) | Split                                | Mostar (~204 km)   | Růžice kompasu |
| Růžice kompasu | Trogir (~28 km), Ancona (~235 km) | Jih                                  | Mostar (~204 km)   | Růžice kompasu |
| Růžice kompasu | Rogač (~18 km)                    | Stari Grad (~48 km), Vis (~57 km)    | Makarska (~60 km)  | Růžice kompasu |